# قسم زيبد الريفي (مقاطعة غناباد)
قسم زيبَد الريفي (بالفارسية: دهستان زیبد) هي منطقة ريفية تقع في قسم كاخك الريفي (مقاطعة غناباد) في محافظة خراسان رضوي إيران. يقدر عدد سكانها بـ 4,747 نسمة .

## صور من زیبد
زیبَد تقع فی 24 کیلومتر من مدینة الجنابذ مقاطعة غناباد

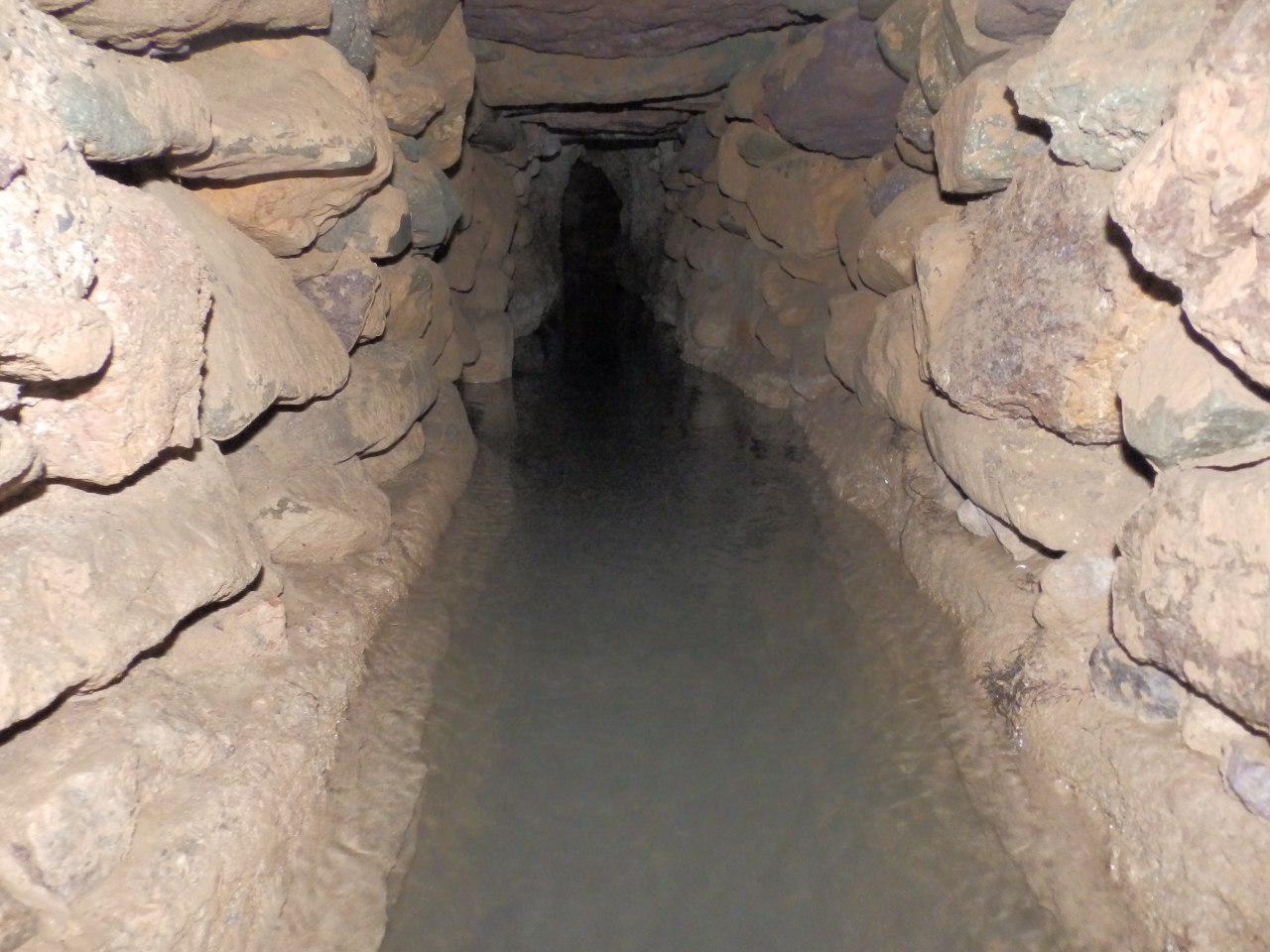
Kariz Zebad

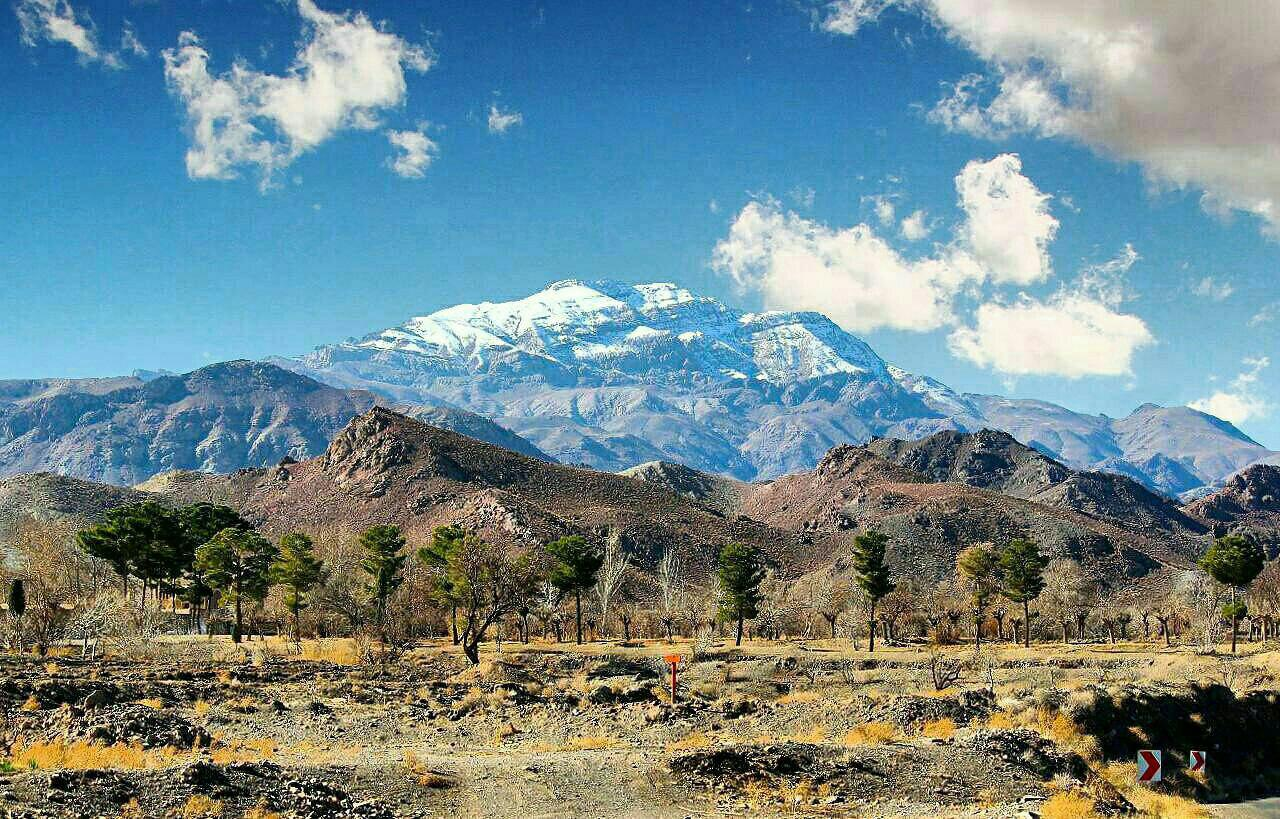
zibad Mountain

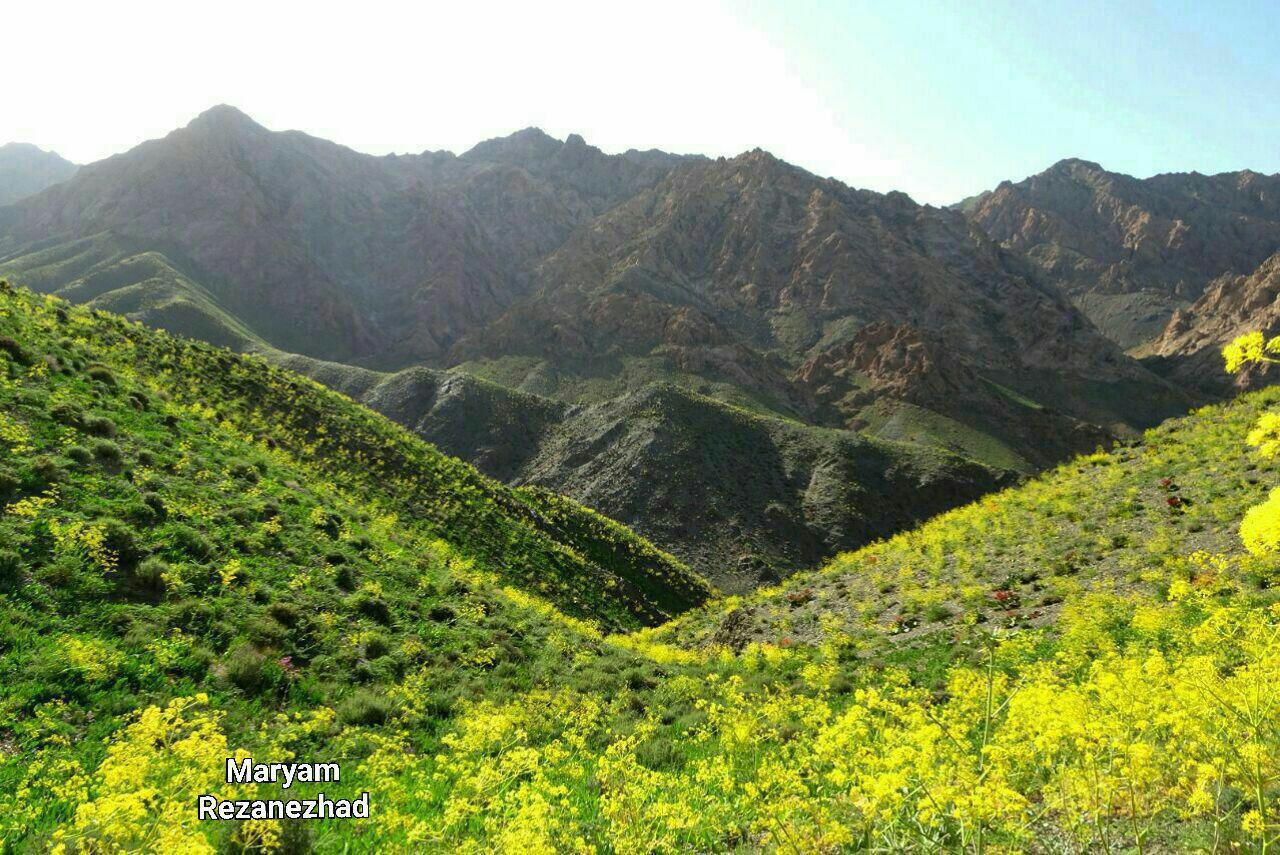
Ferula Zibad

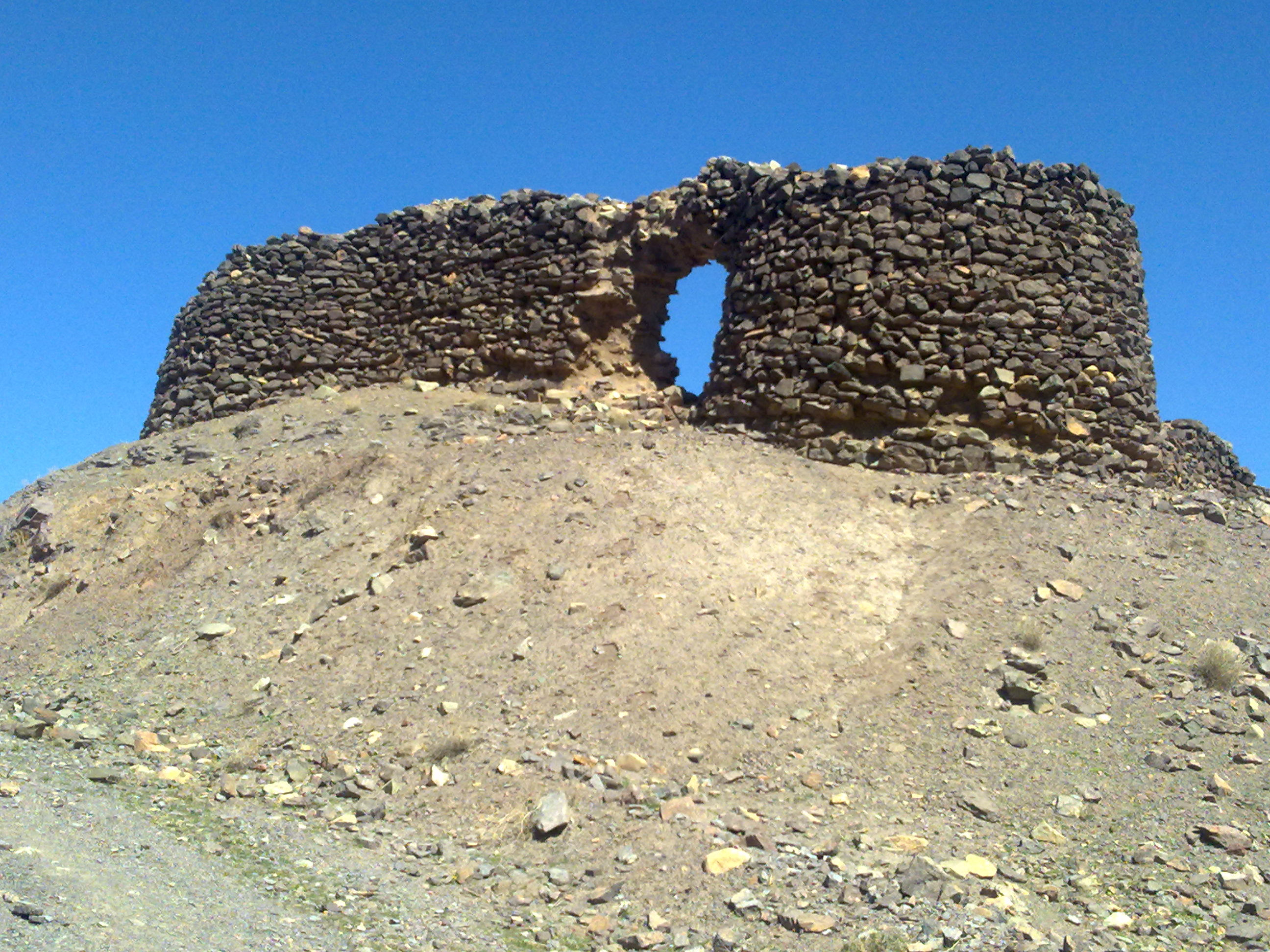
Sassanian Castel

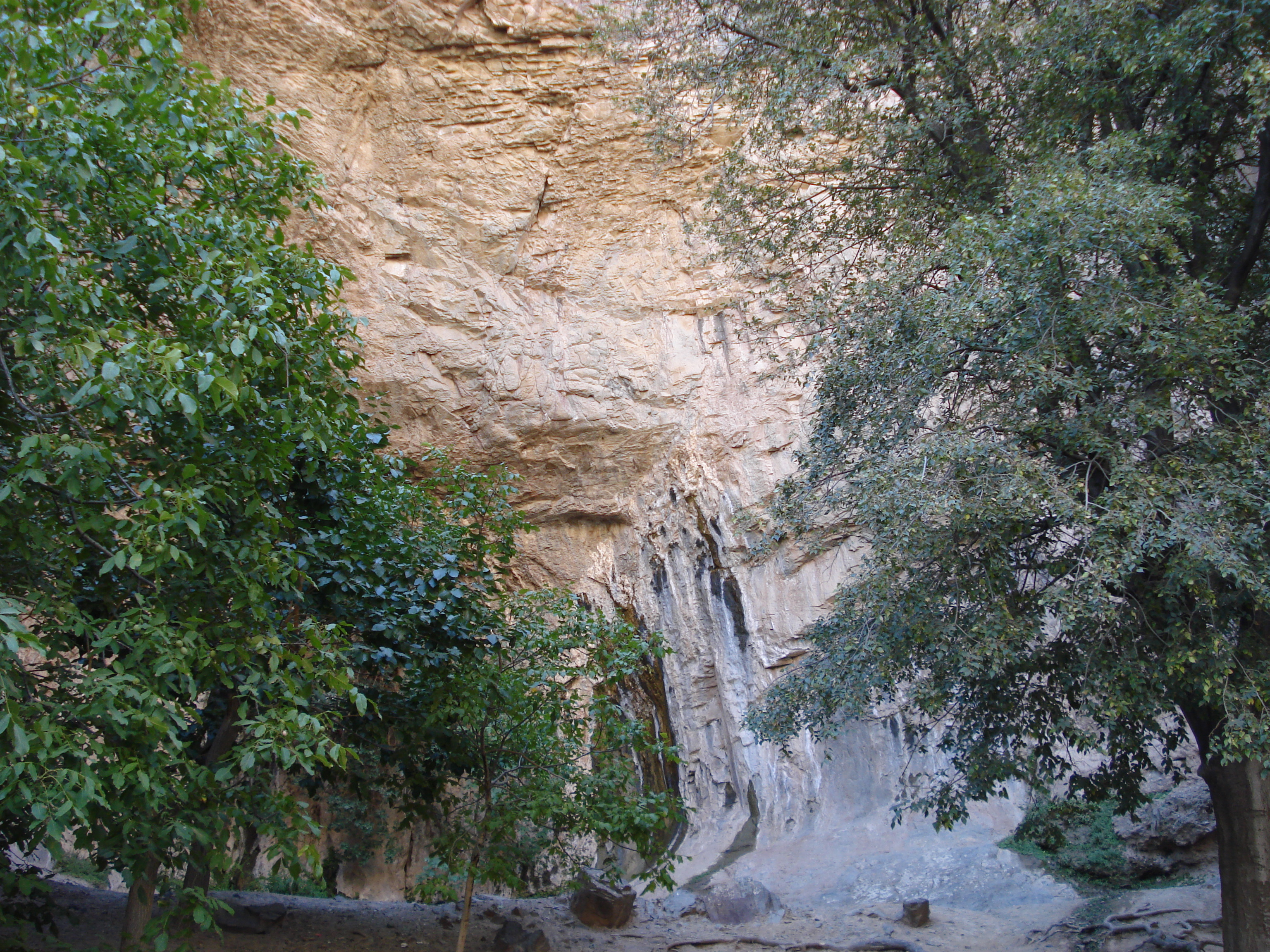
Soufe Zibad

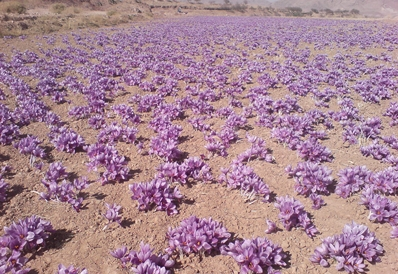
مزرعه زعفران

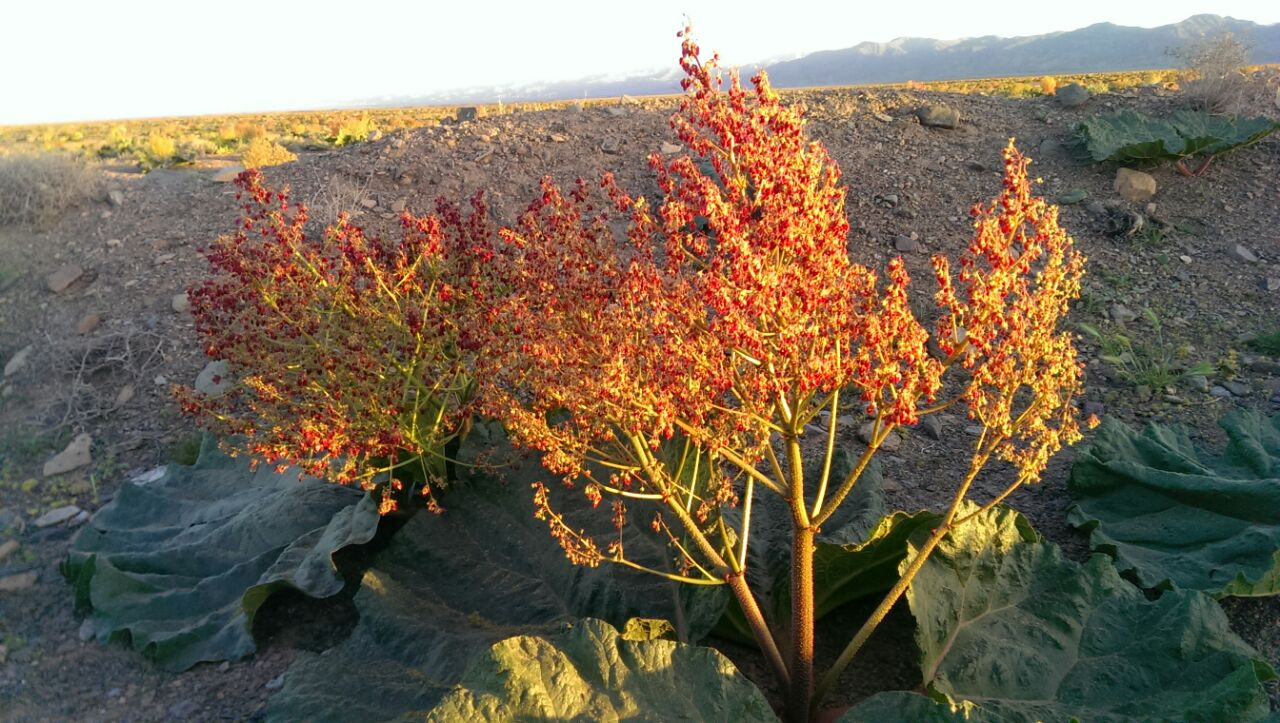
Rivas zibad

Zibad Rheum or red Rheum Iran

## الصور لقسم زیبد الریفی

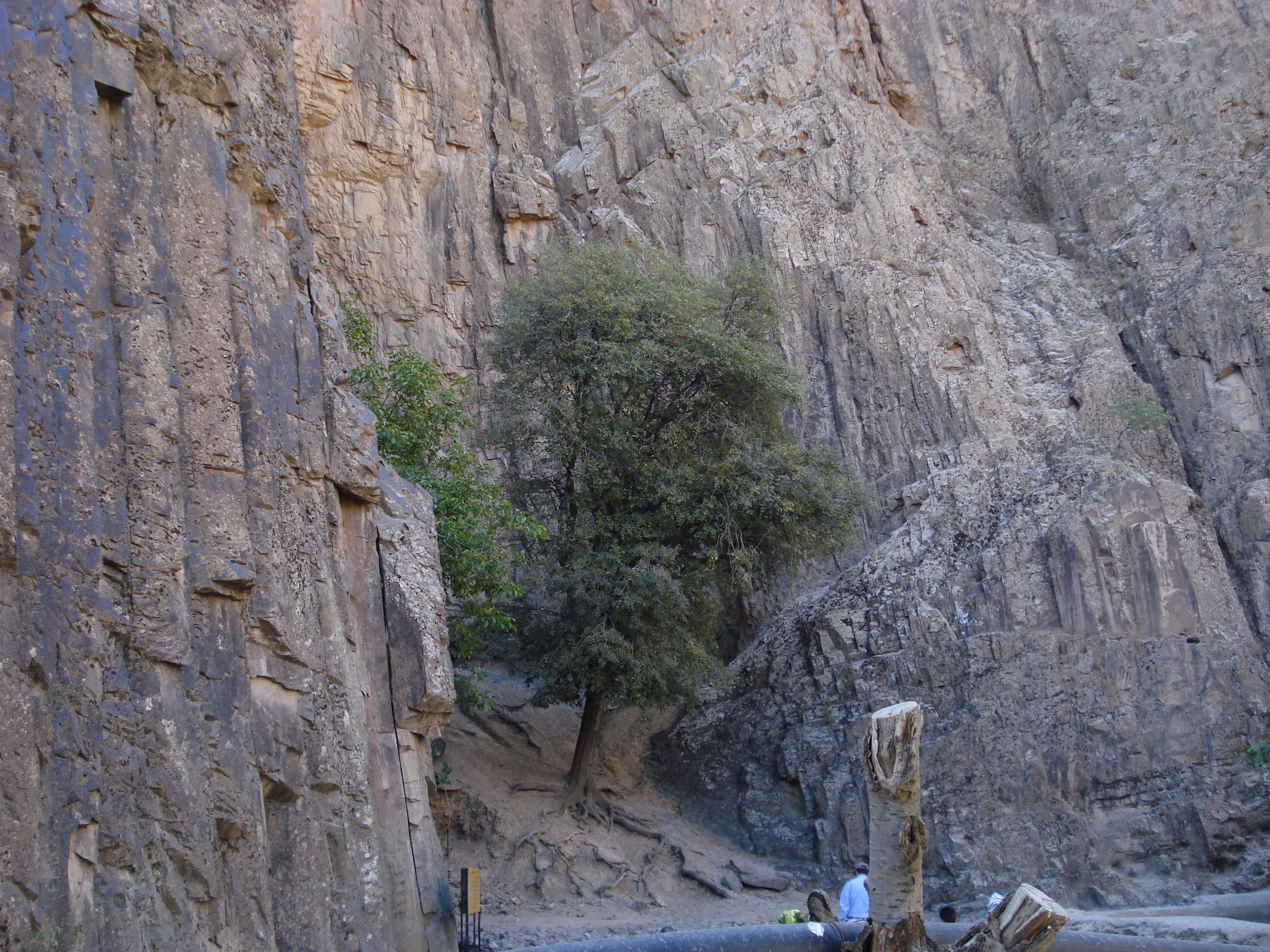
شجره المقدسه فی القبه زیبَد
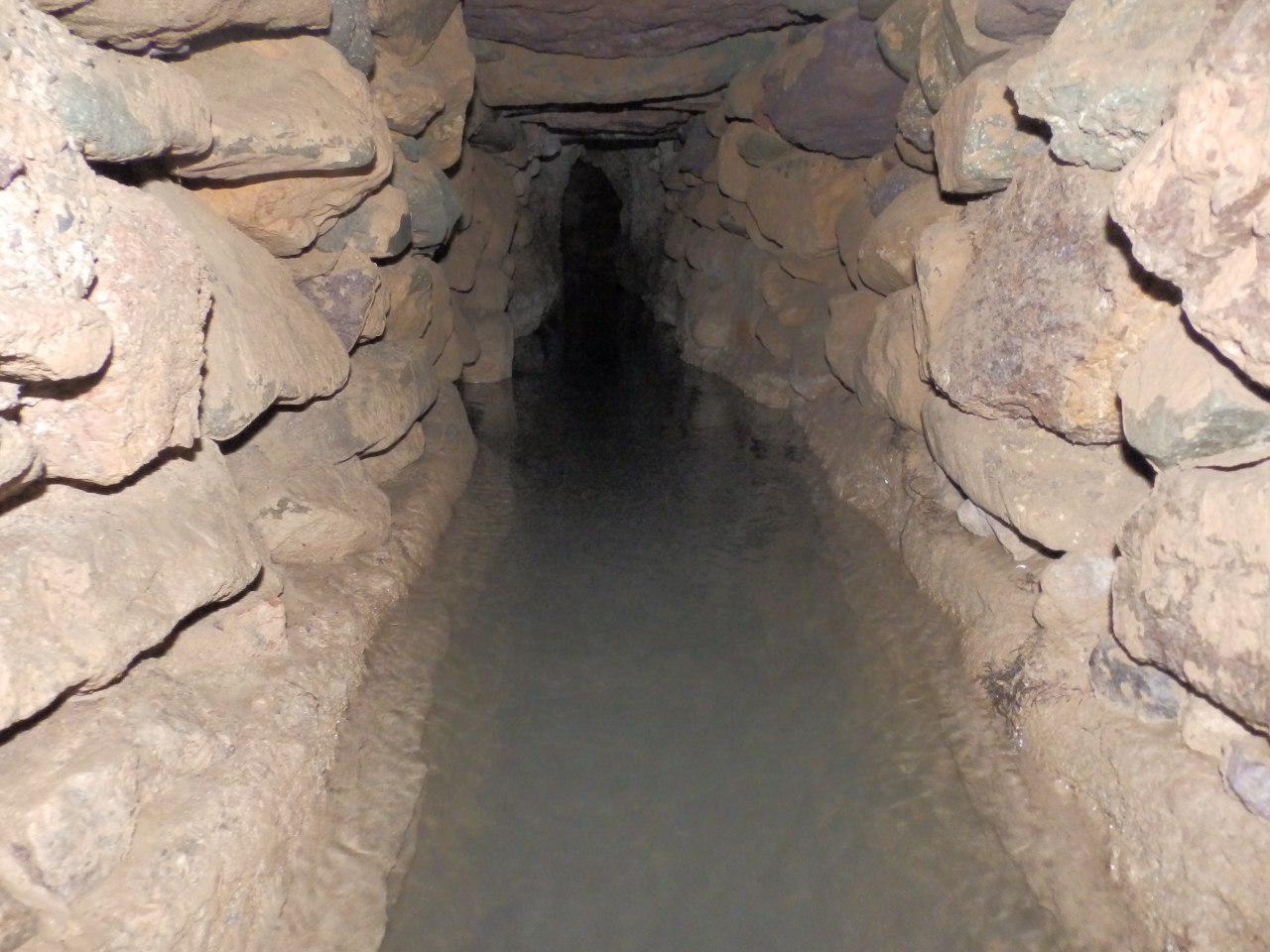
قناه زیبَد گناباد
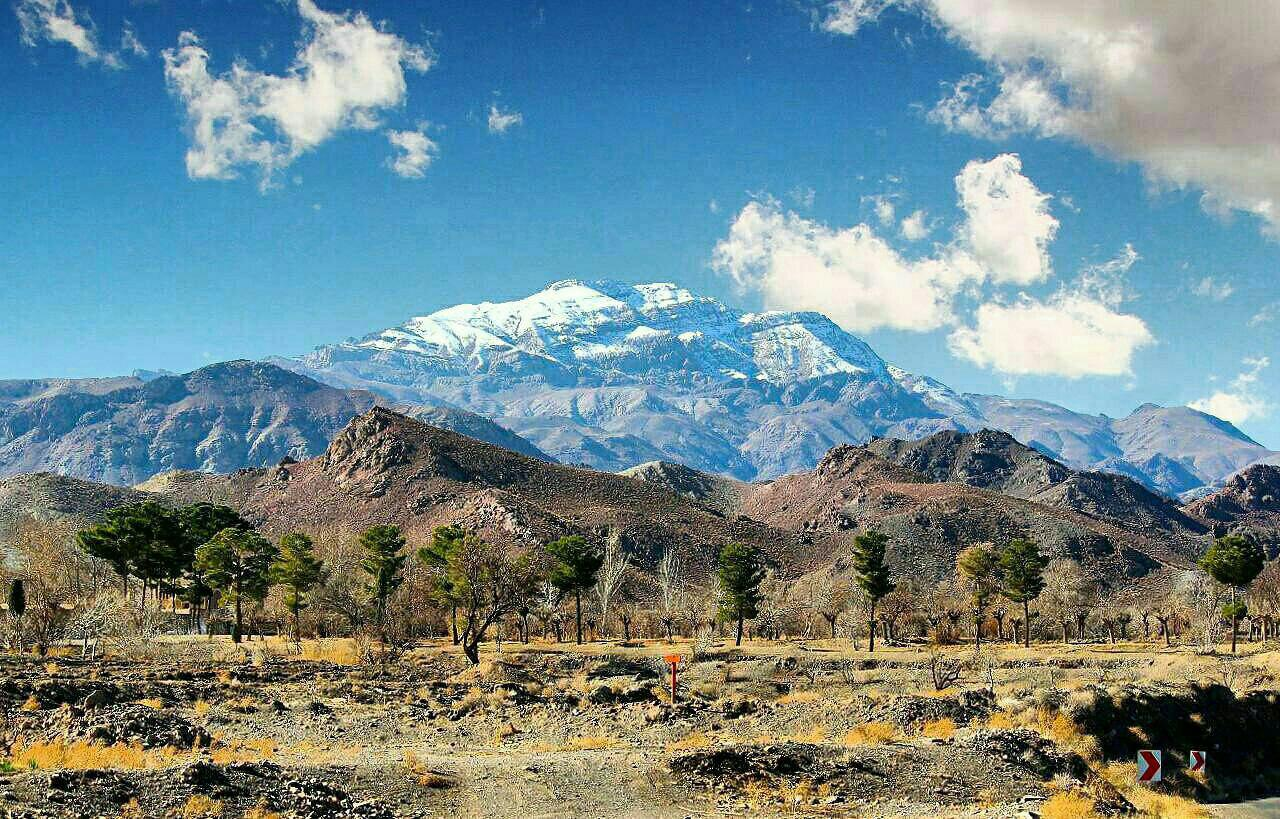
کوه زیبَد گناباد
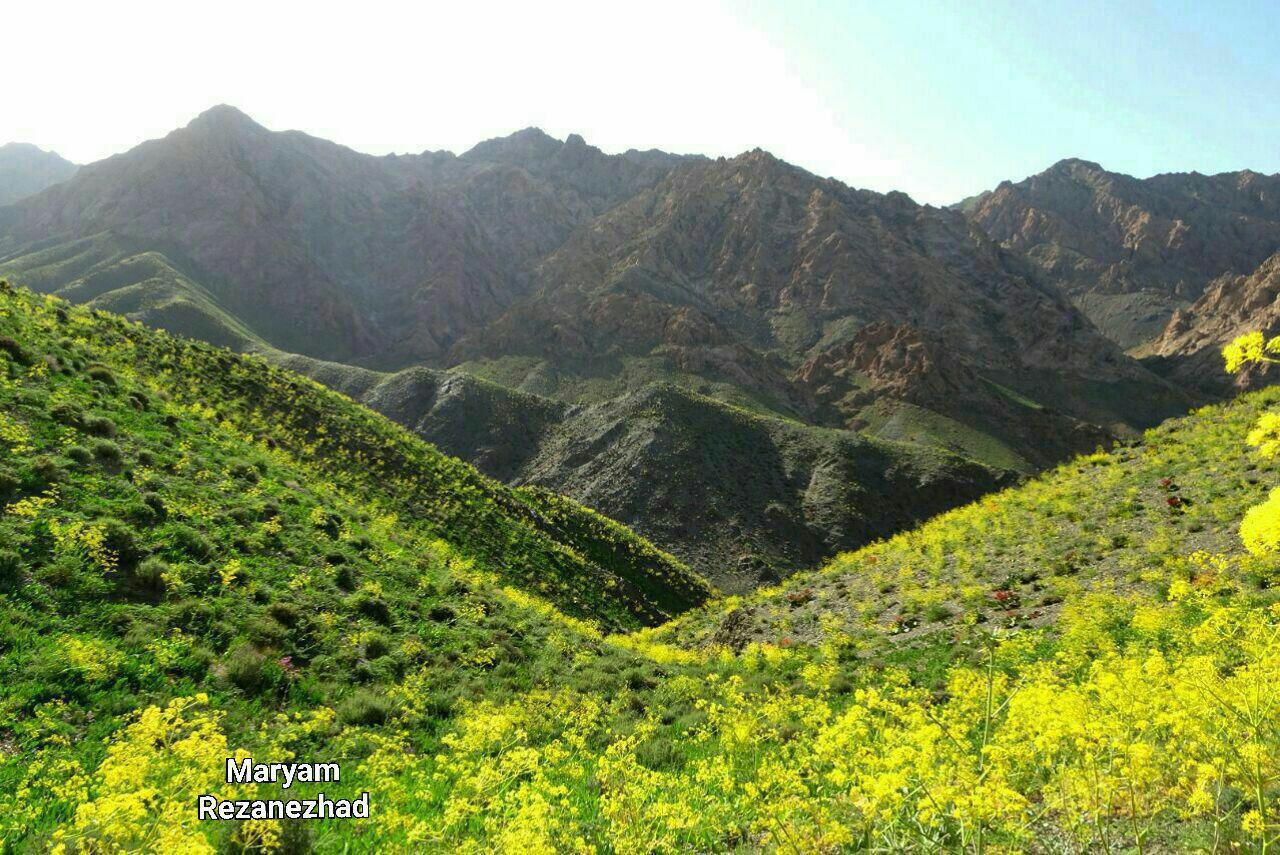
فرولا زیبد
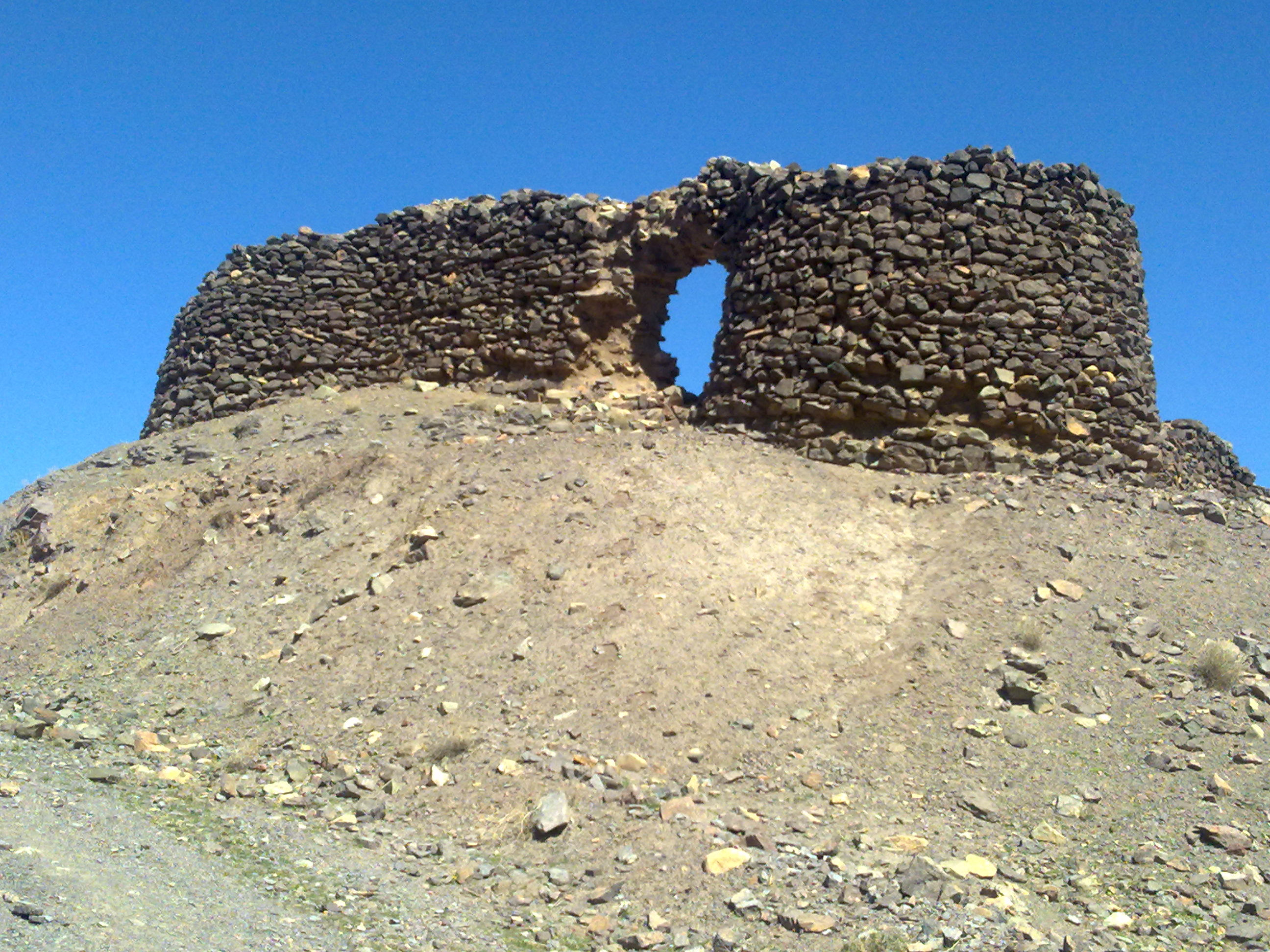
قلعه ۱۲رخ
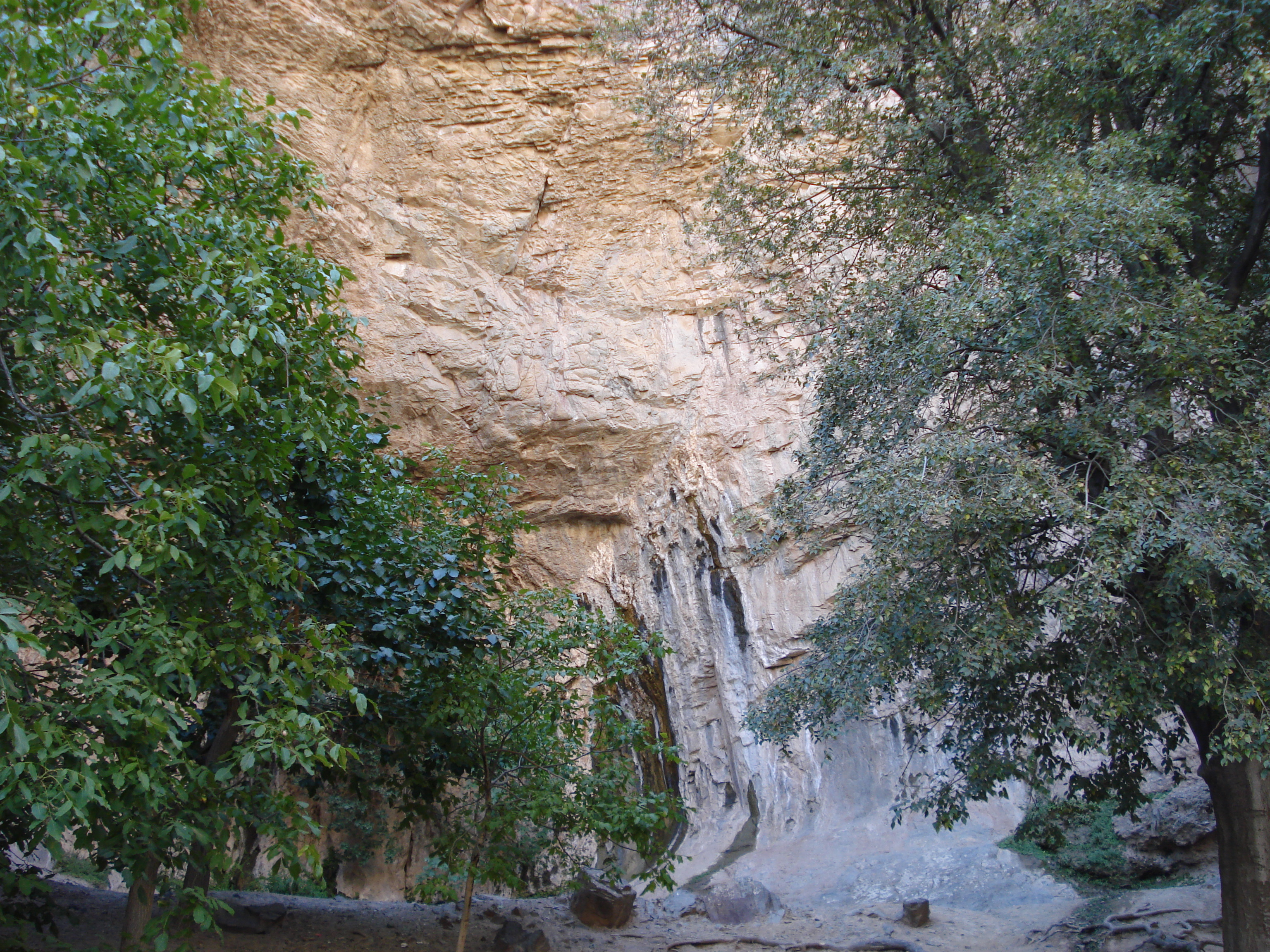
ایوان پیر
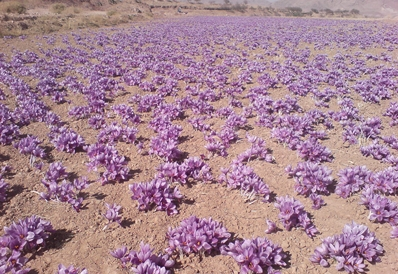
مزرعه زعفران دهستان زیبَد
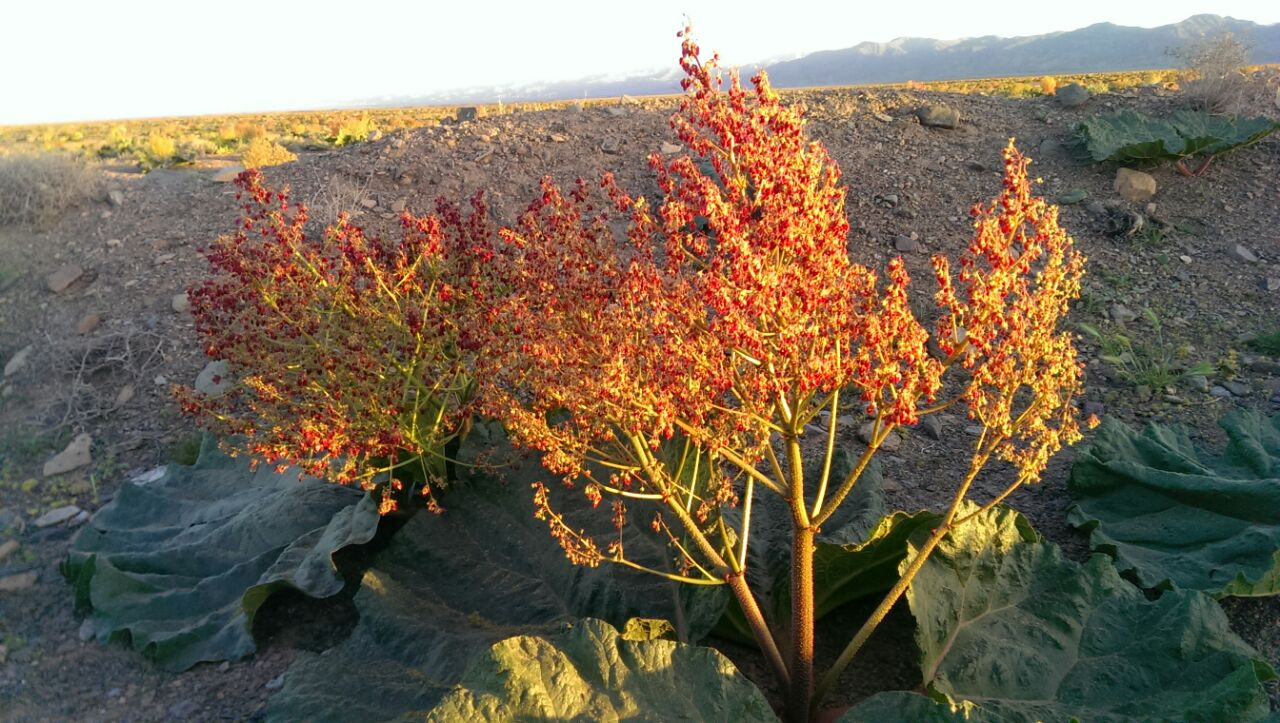
مزرعه ریواس
زیبَد گناباد
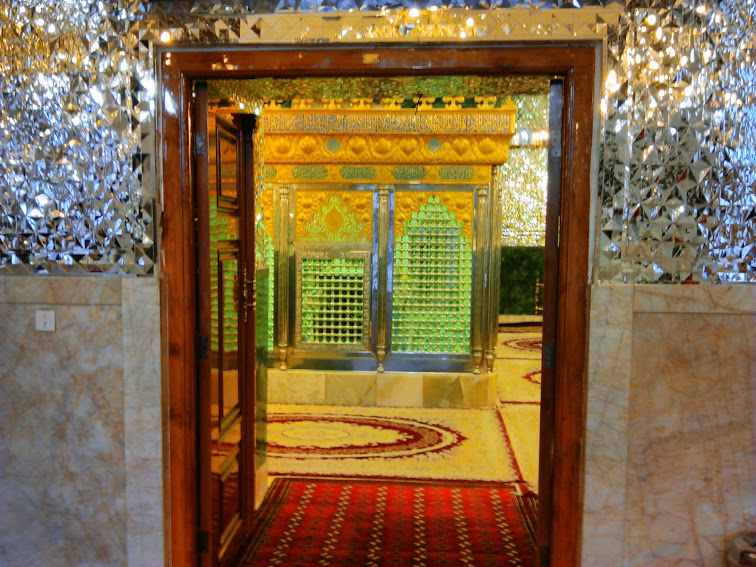
مدینه کاخک
قلعه ساسانی زیبَد
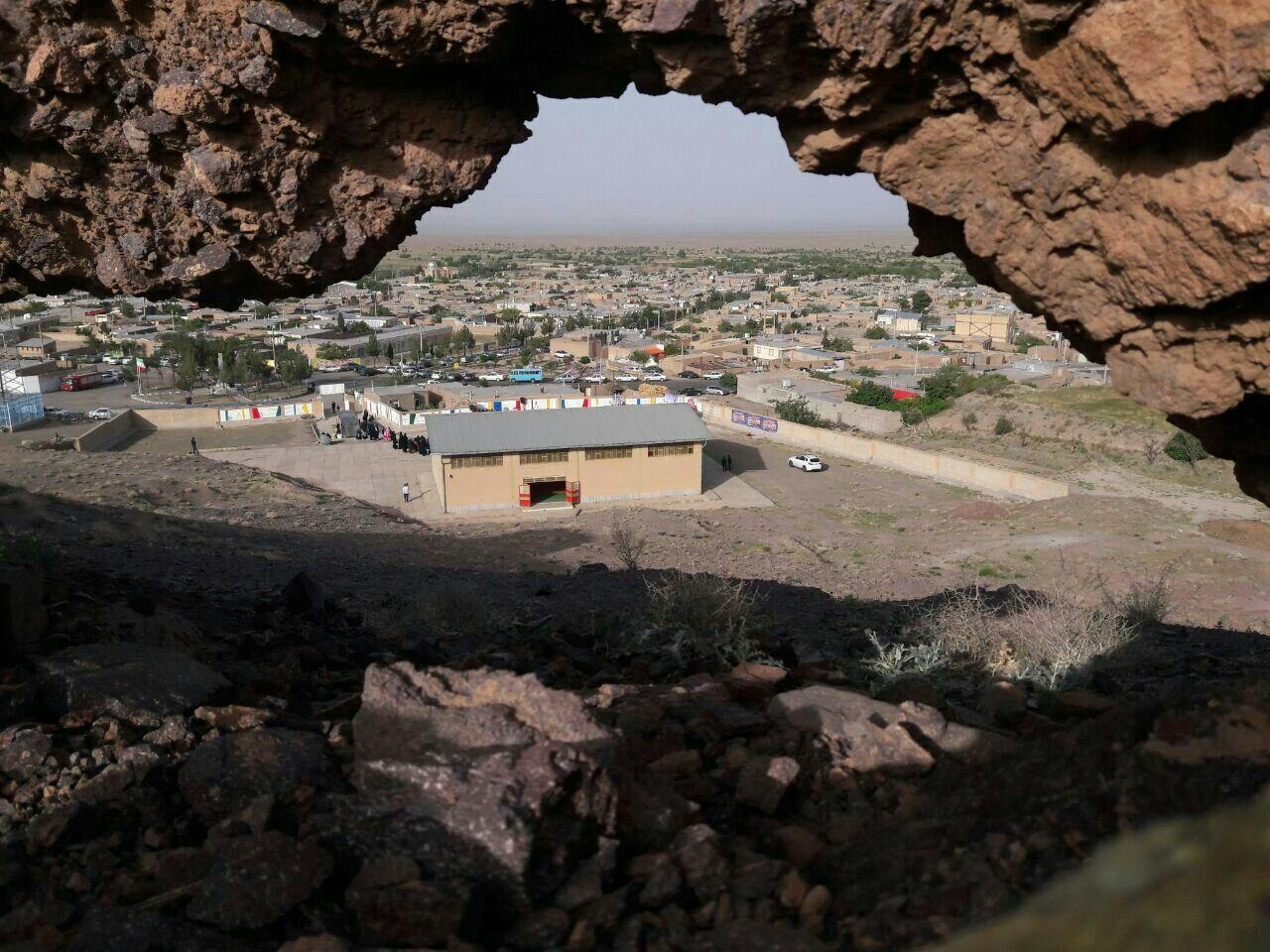
قلعه زیبَد
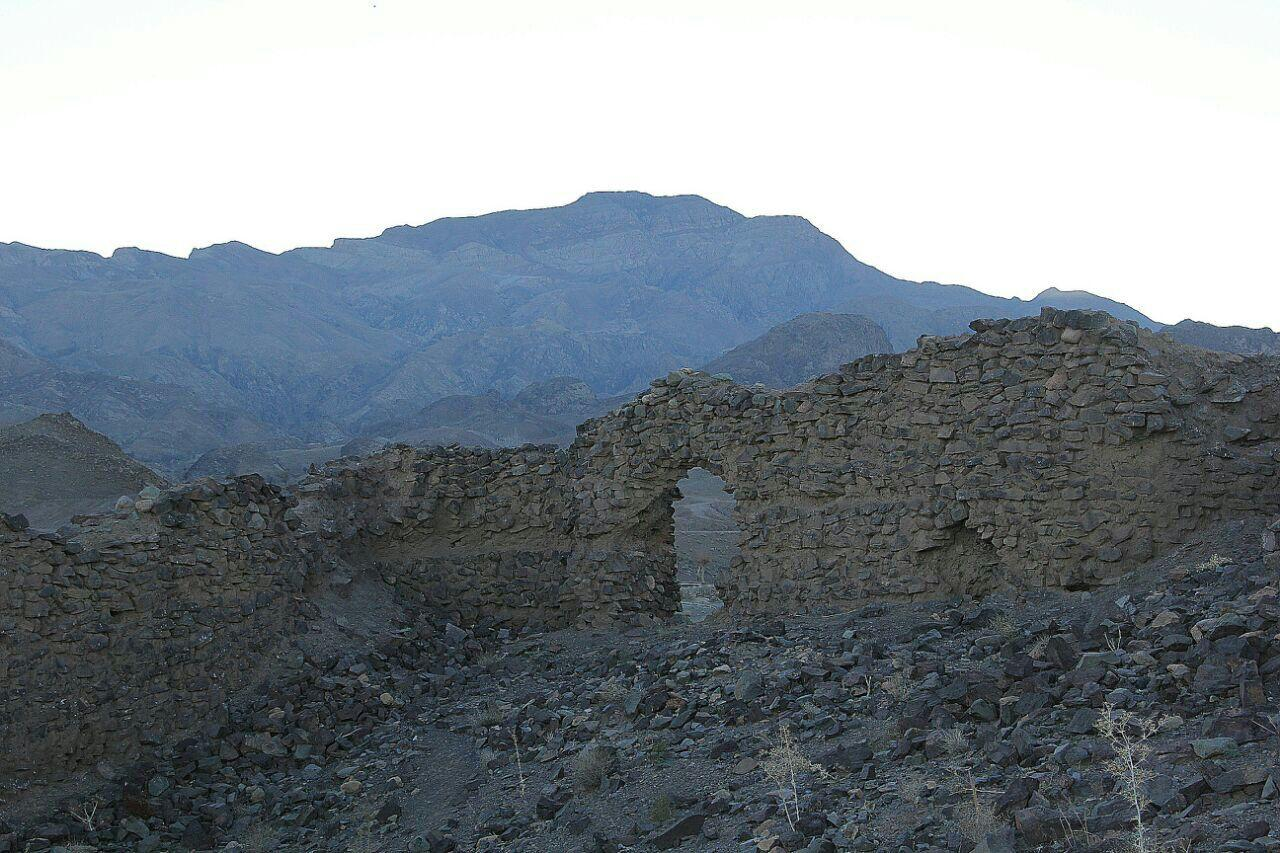
قلعه زیبَد
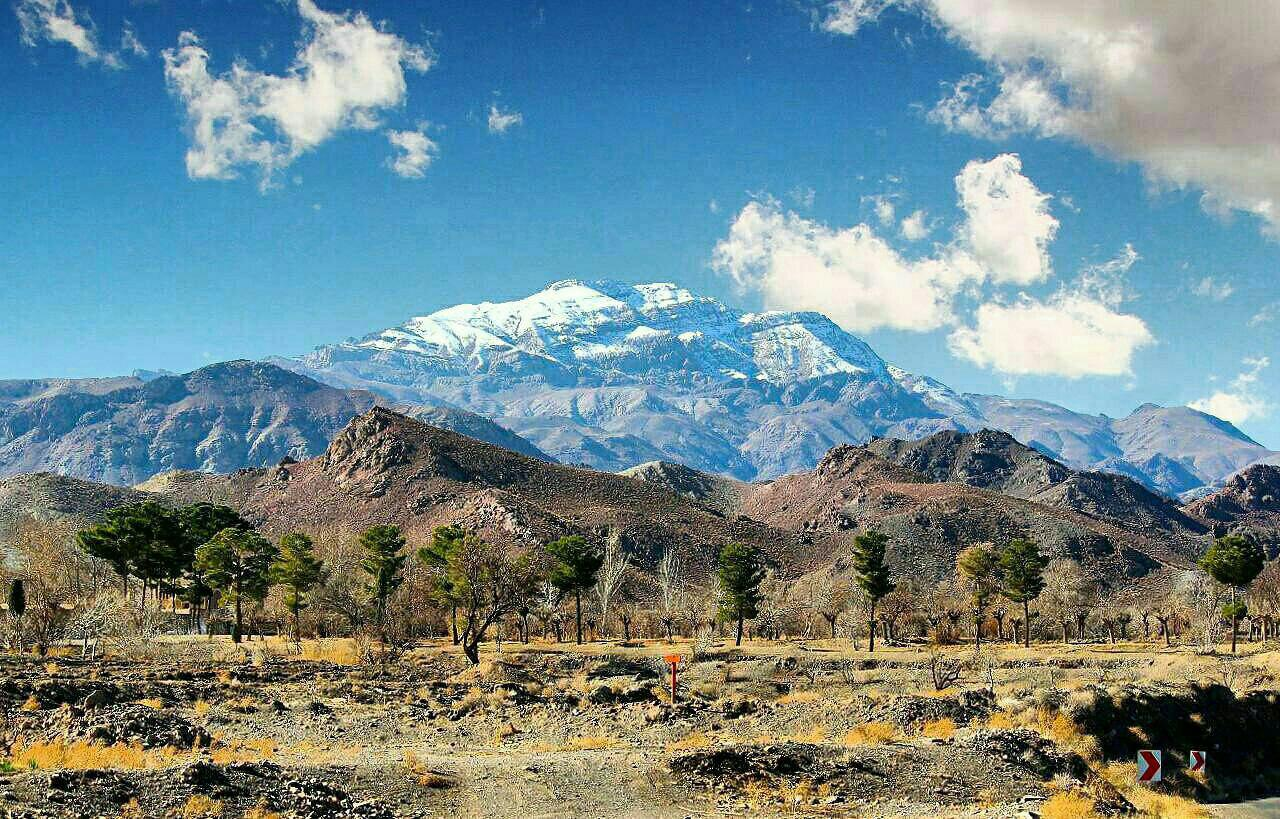
کوه زیبَد
مهرجان اللیه یلدا فی زیبَد
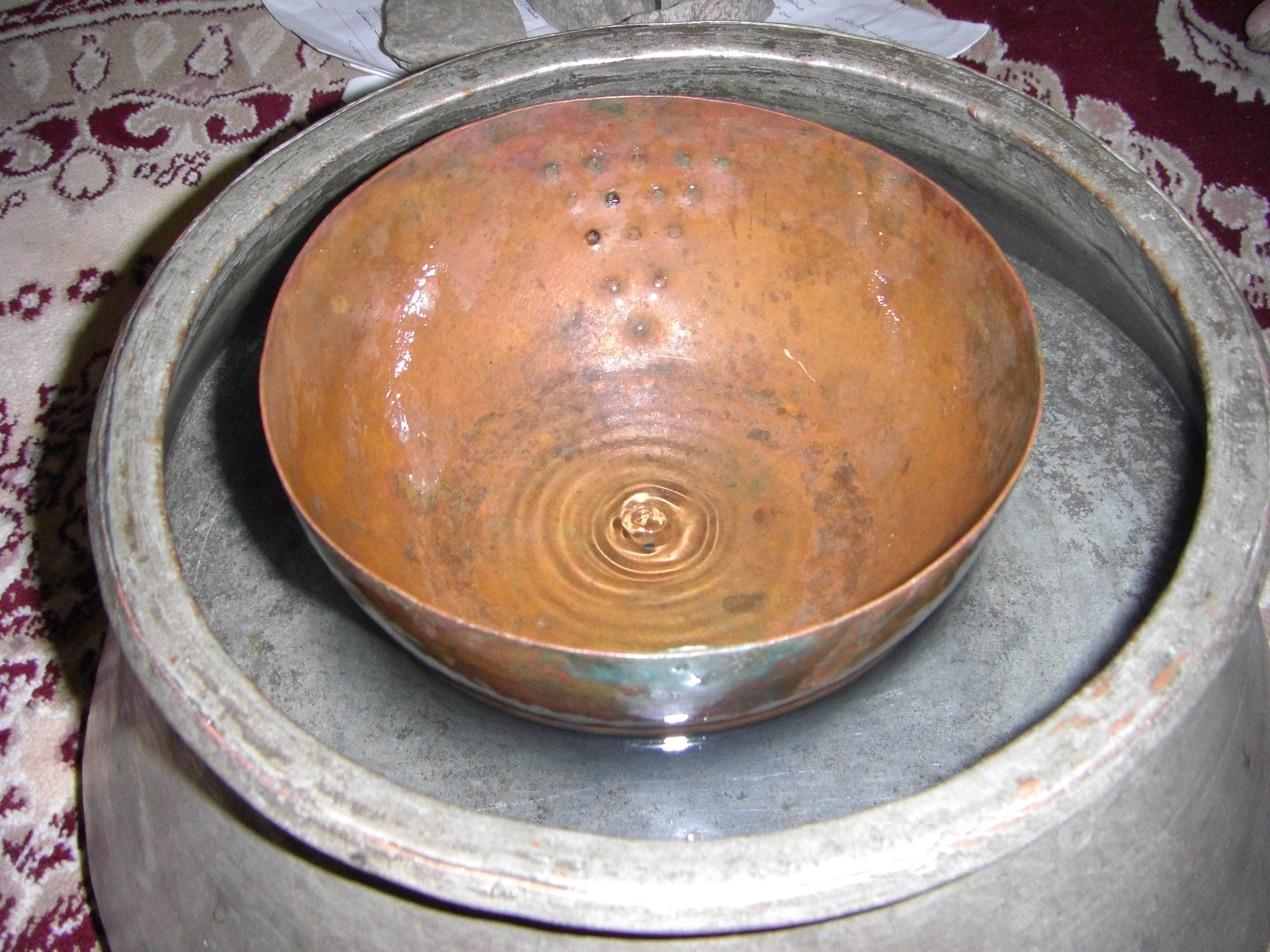
ساعهالمائیه فی قناه گناباد
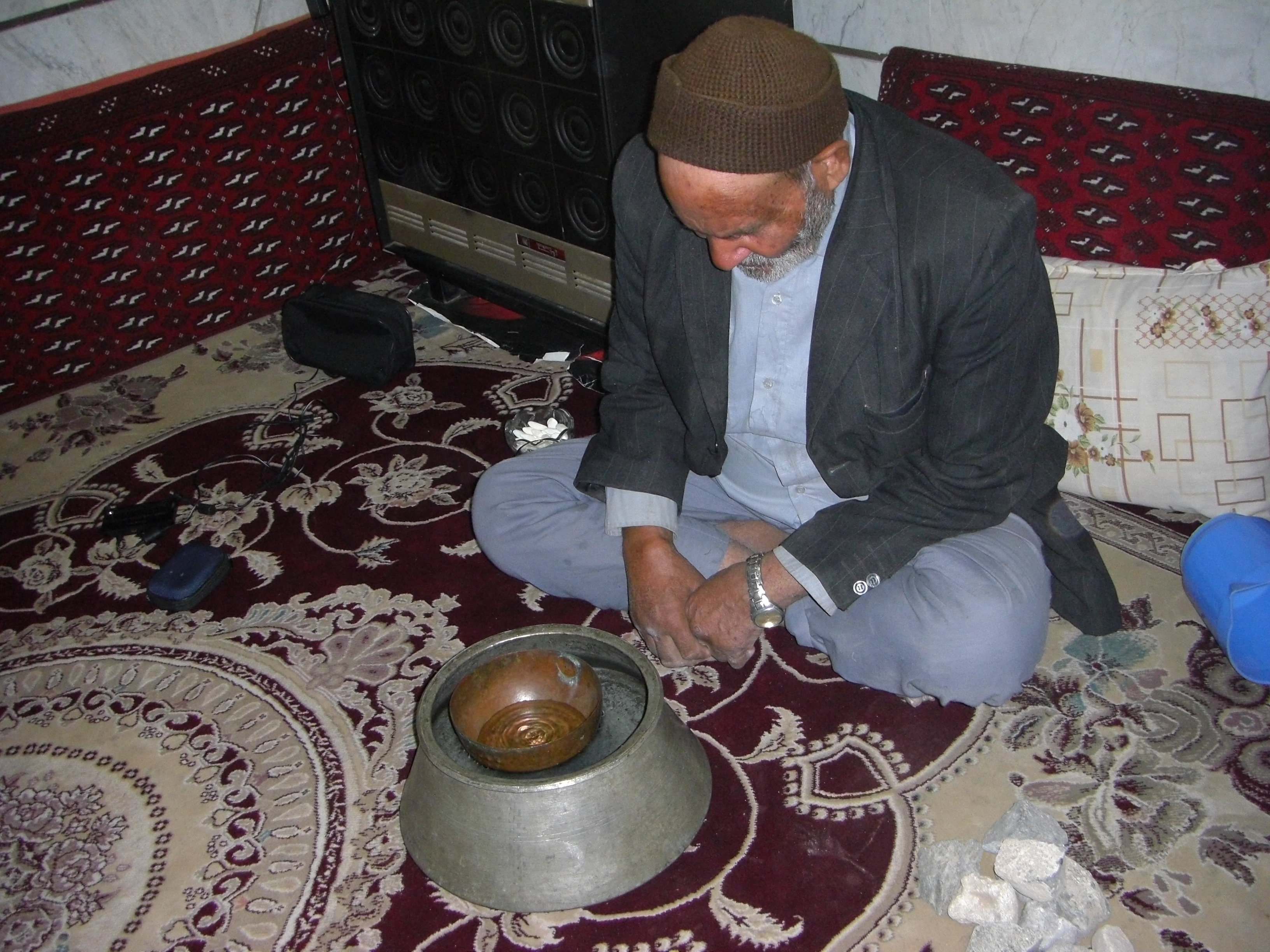
رئیس القناه فی زیبد
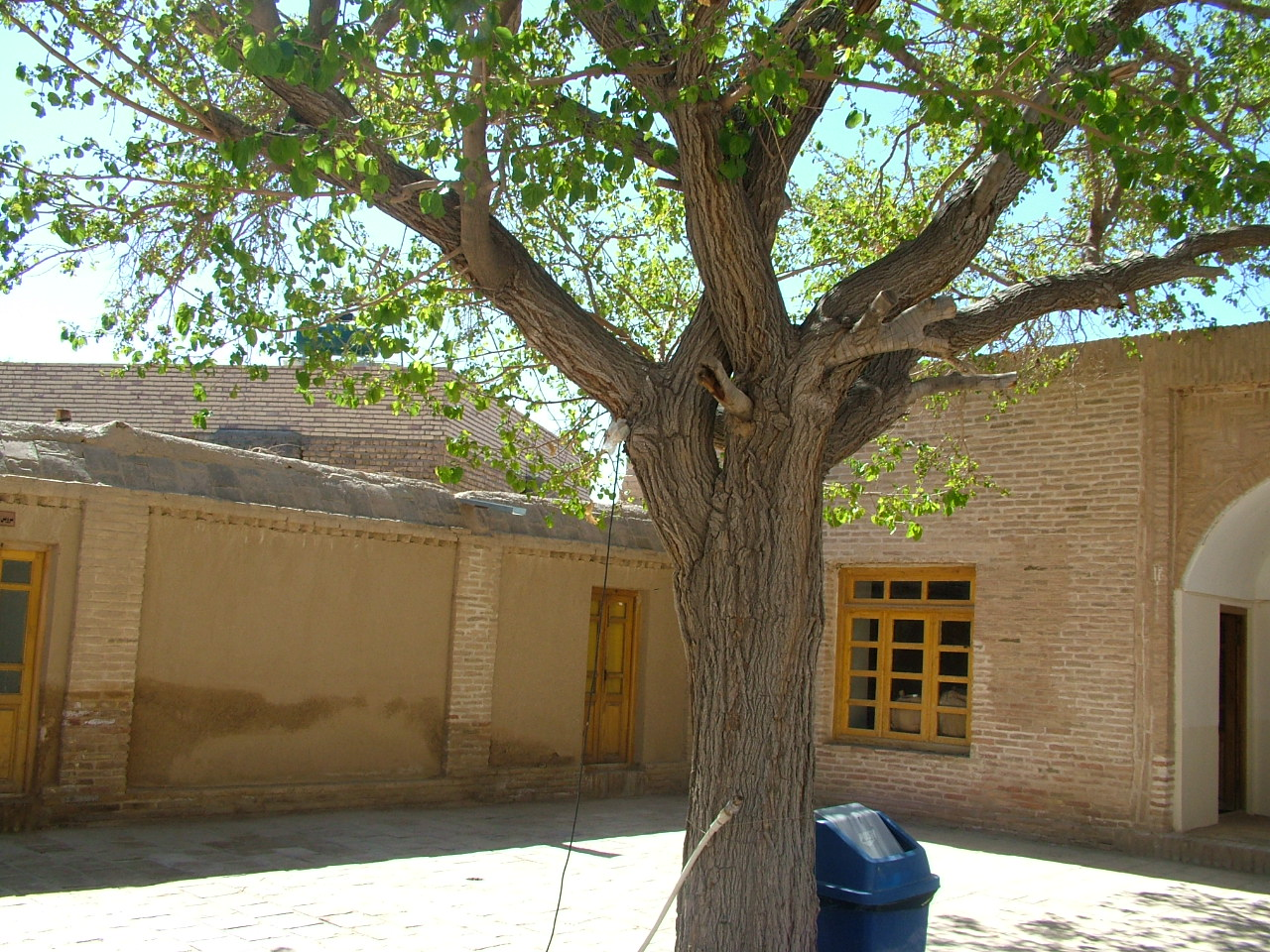
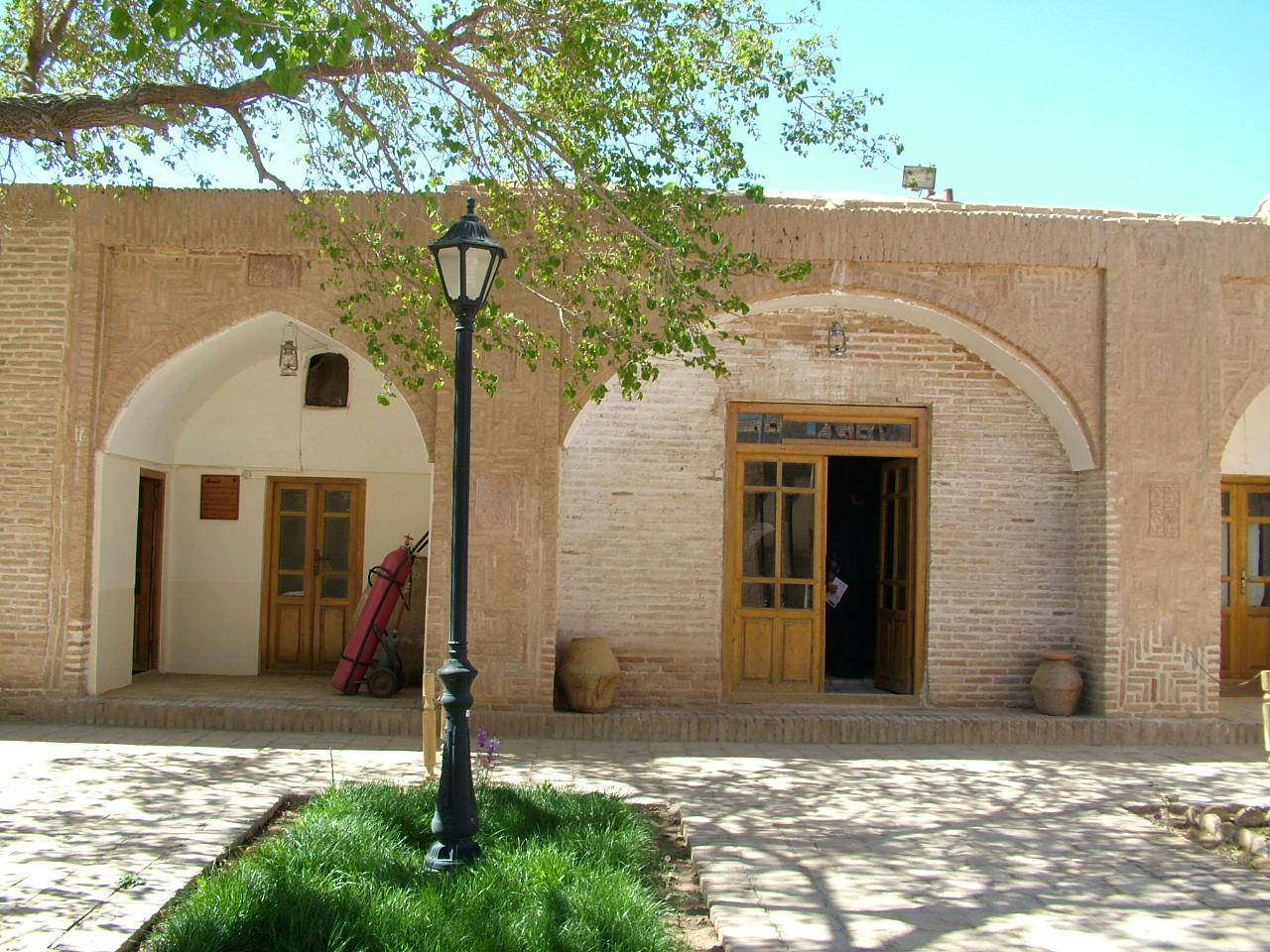
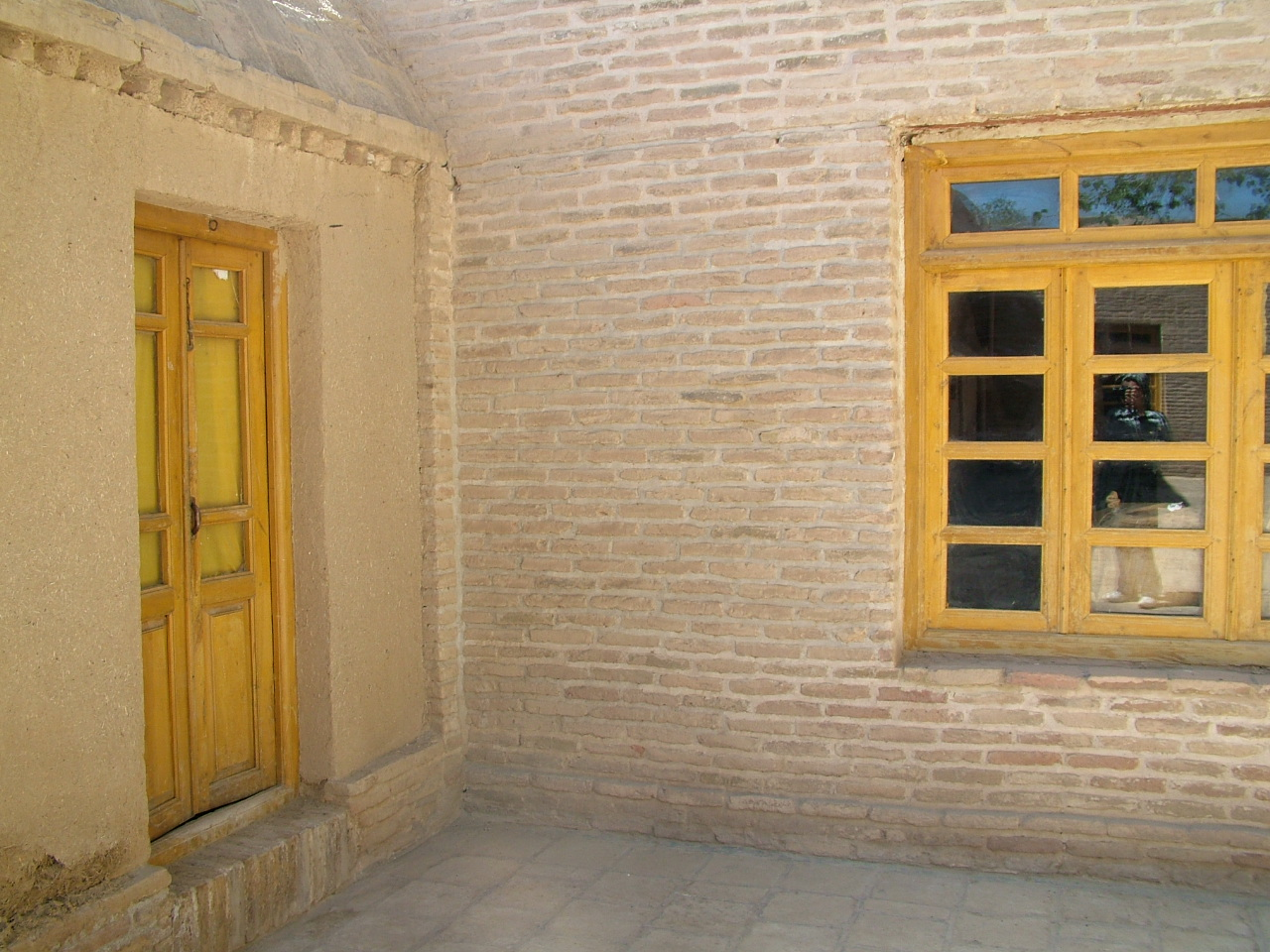
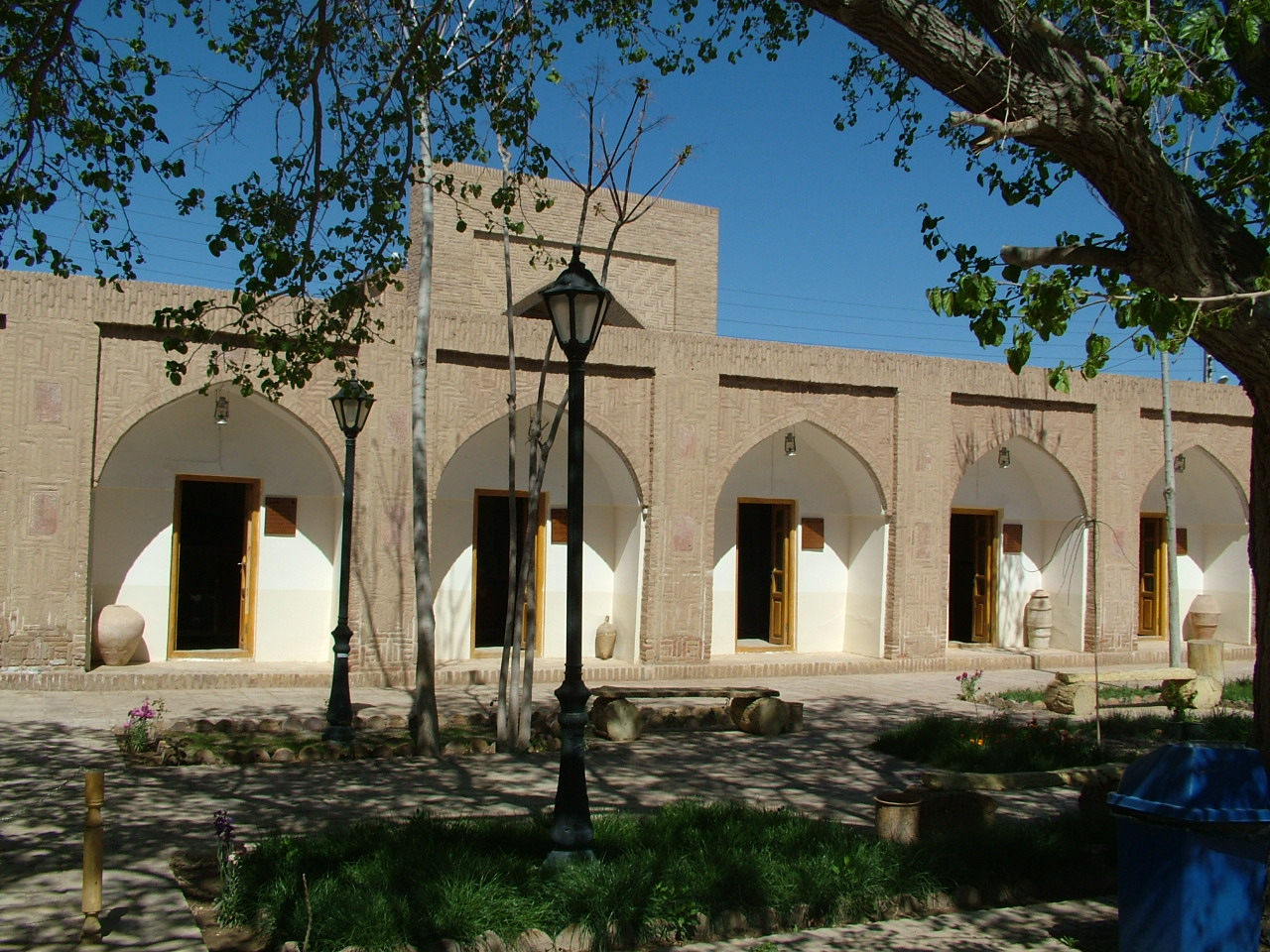
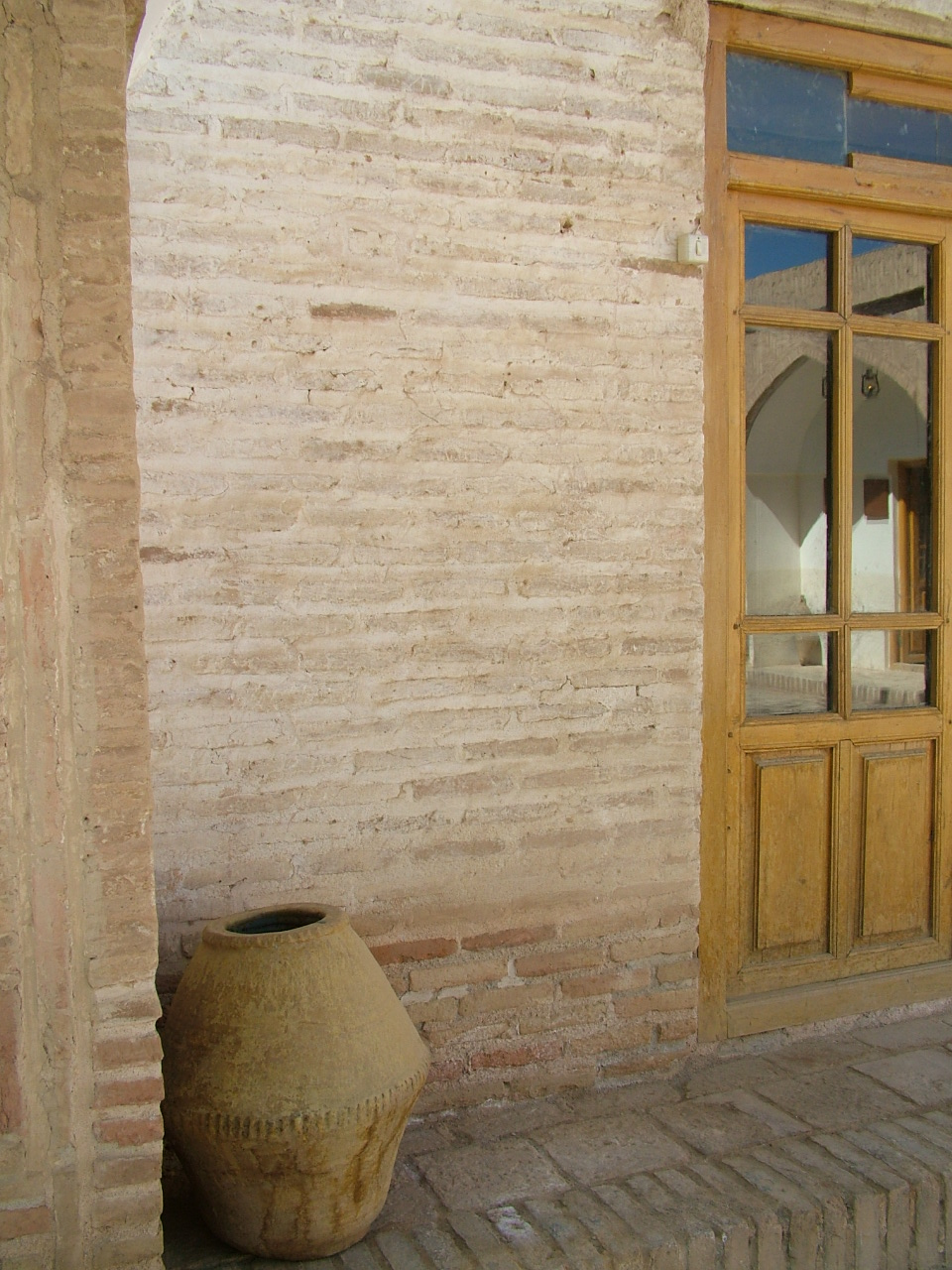
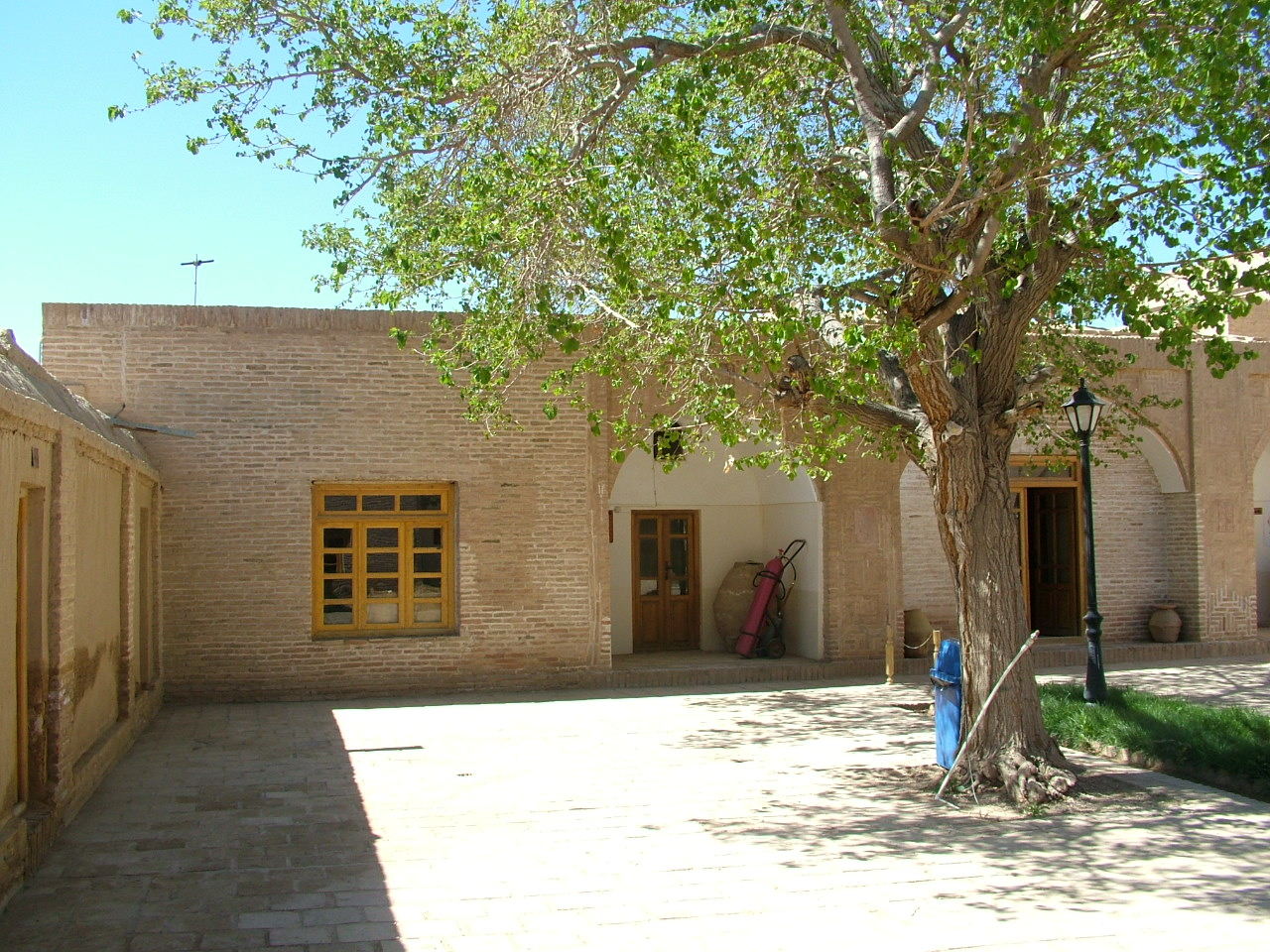
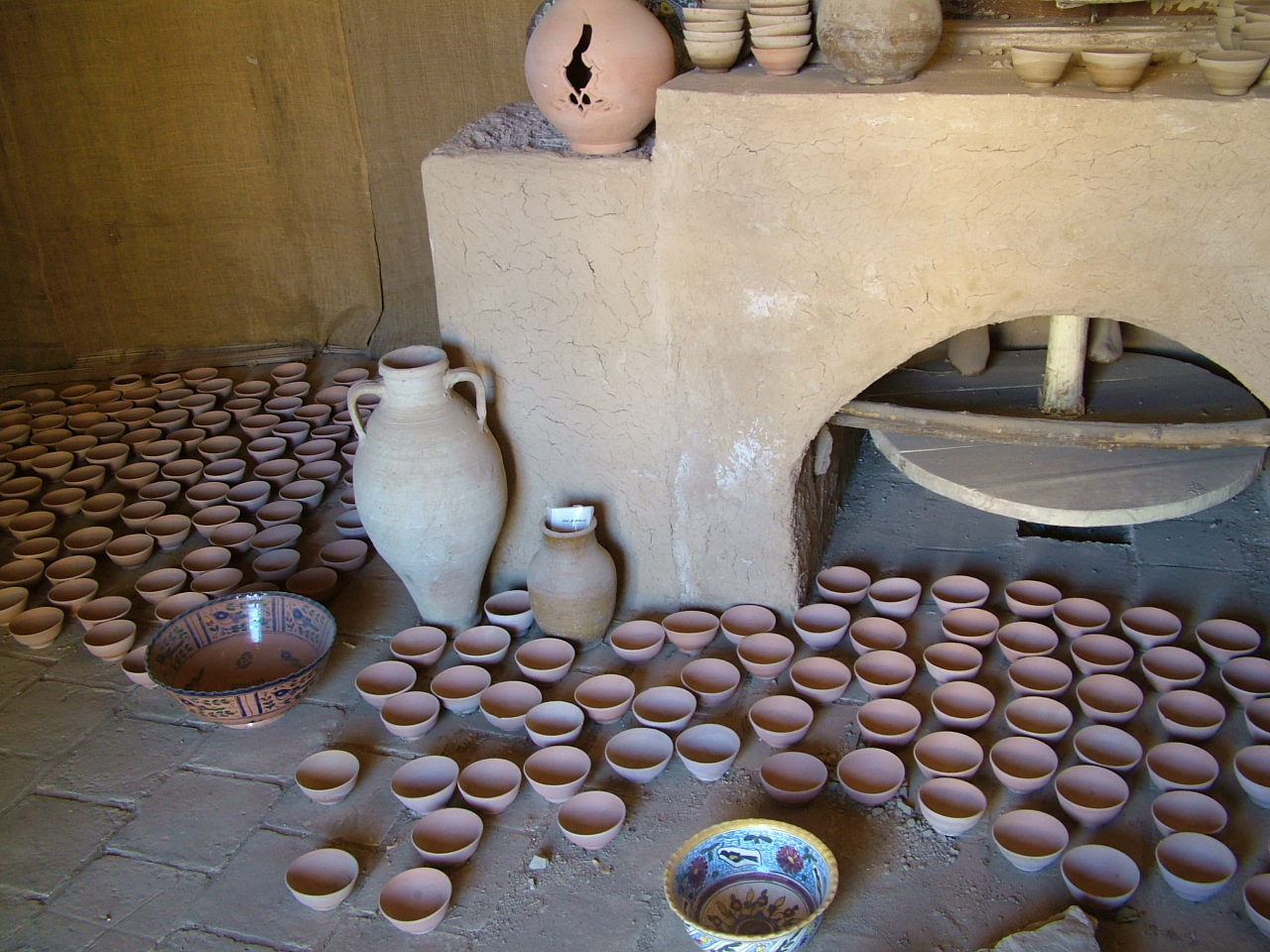
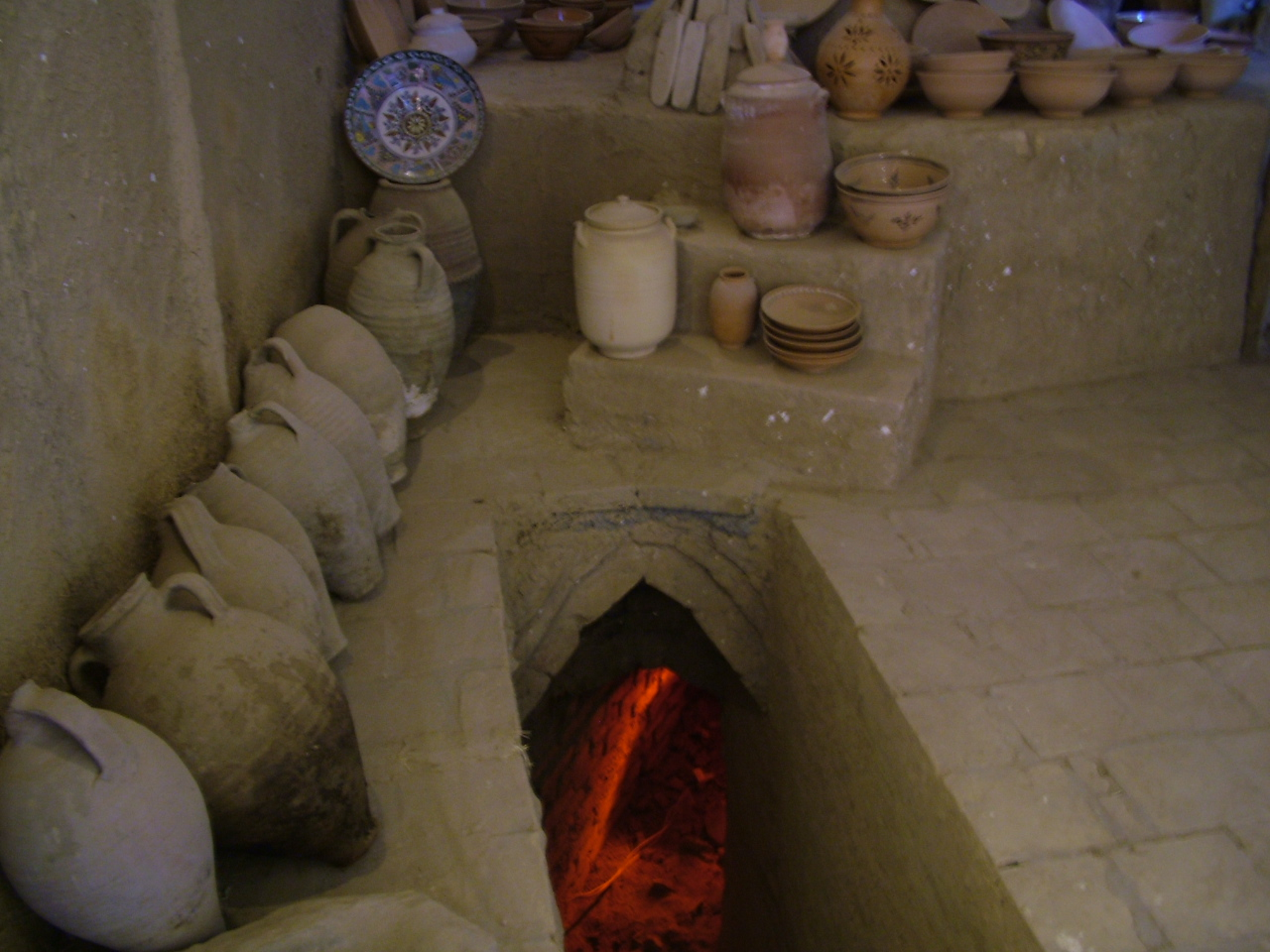
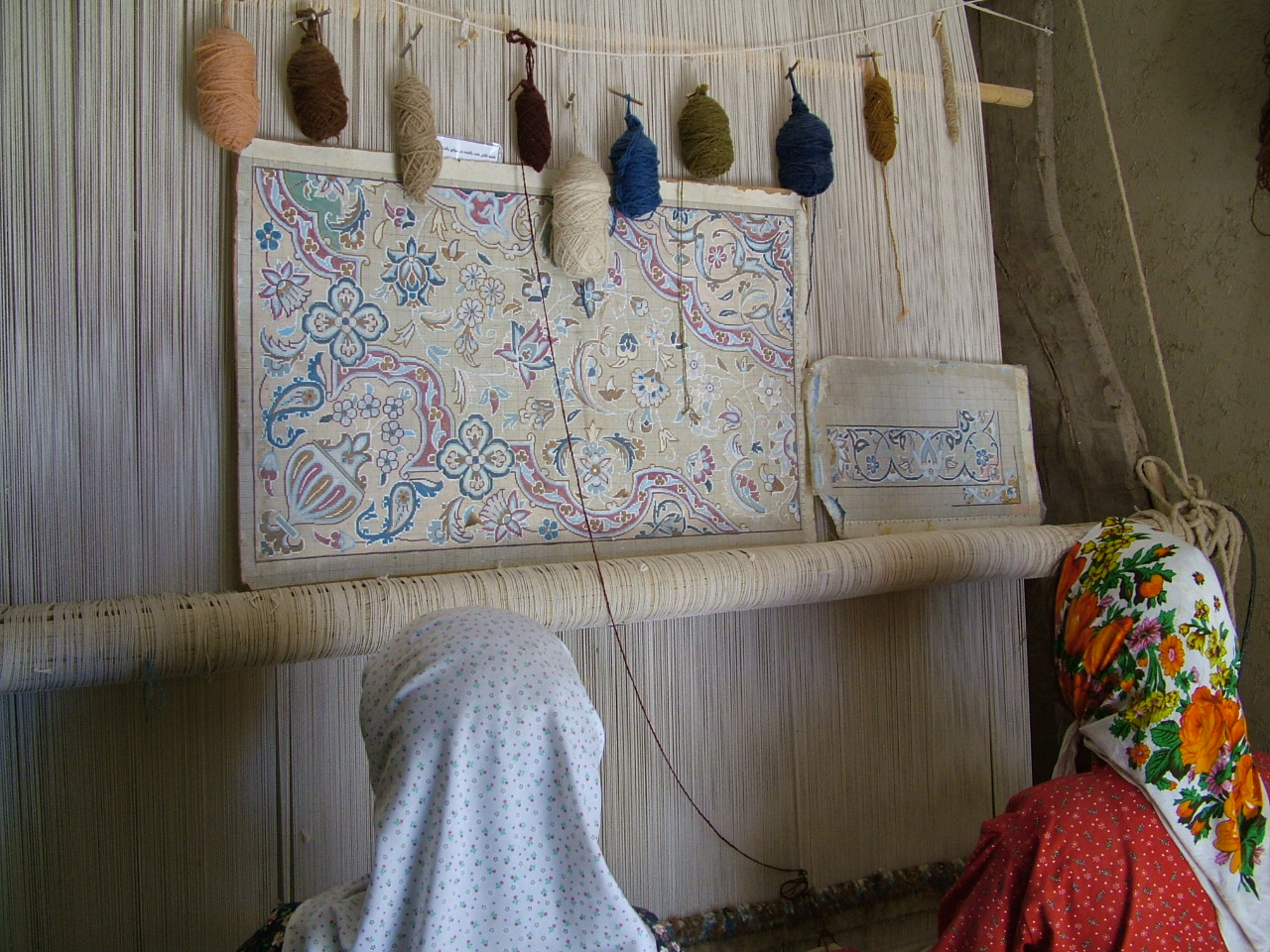
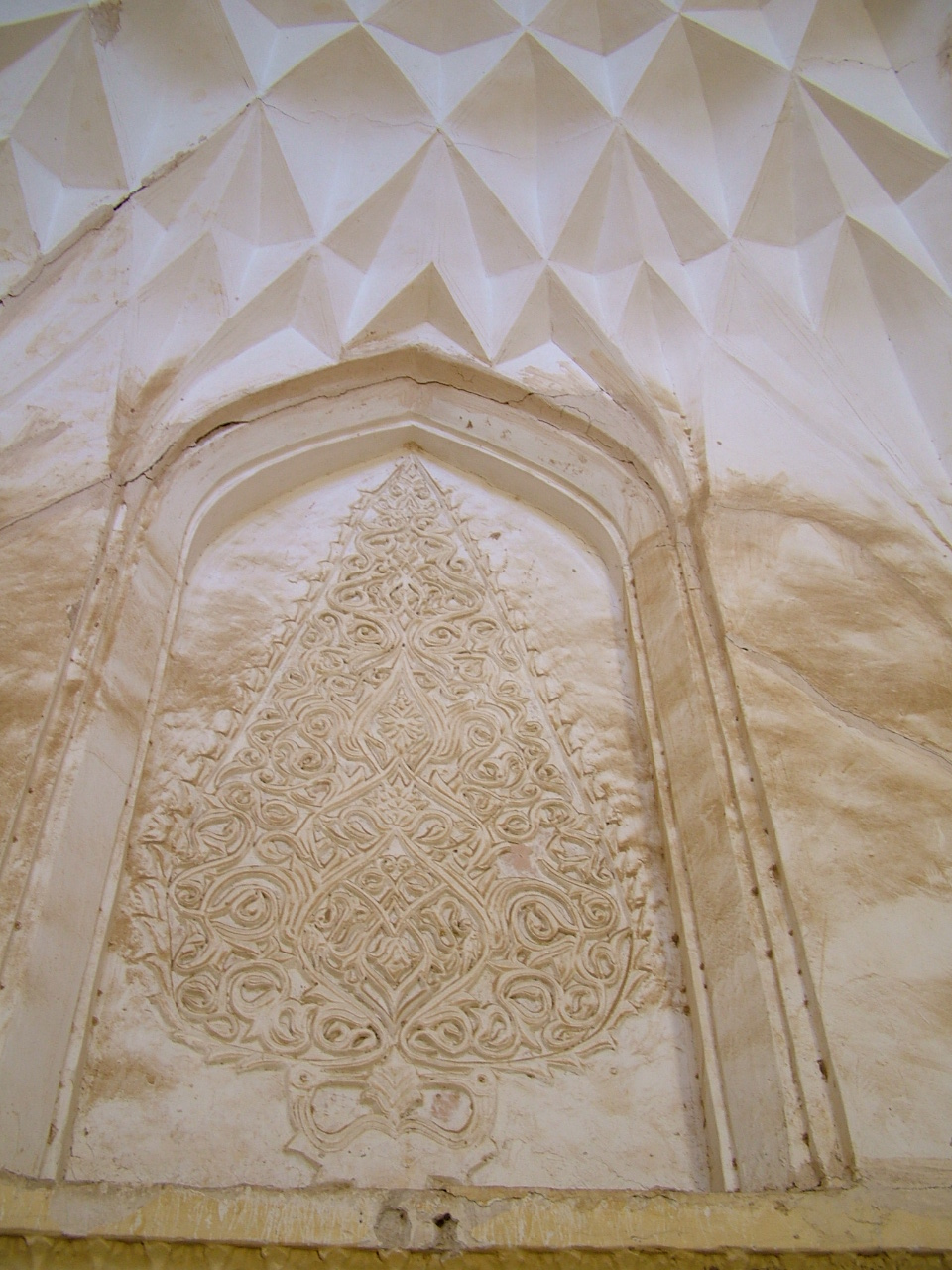
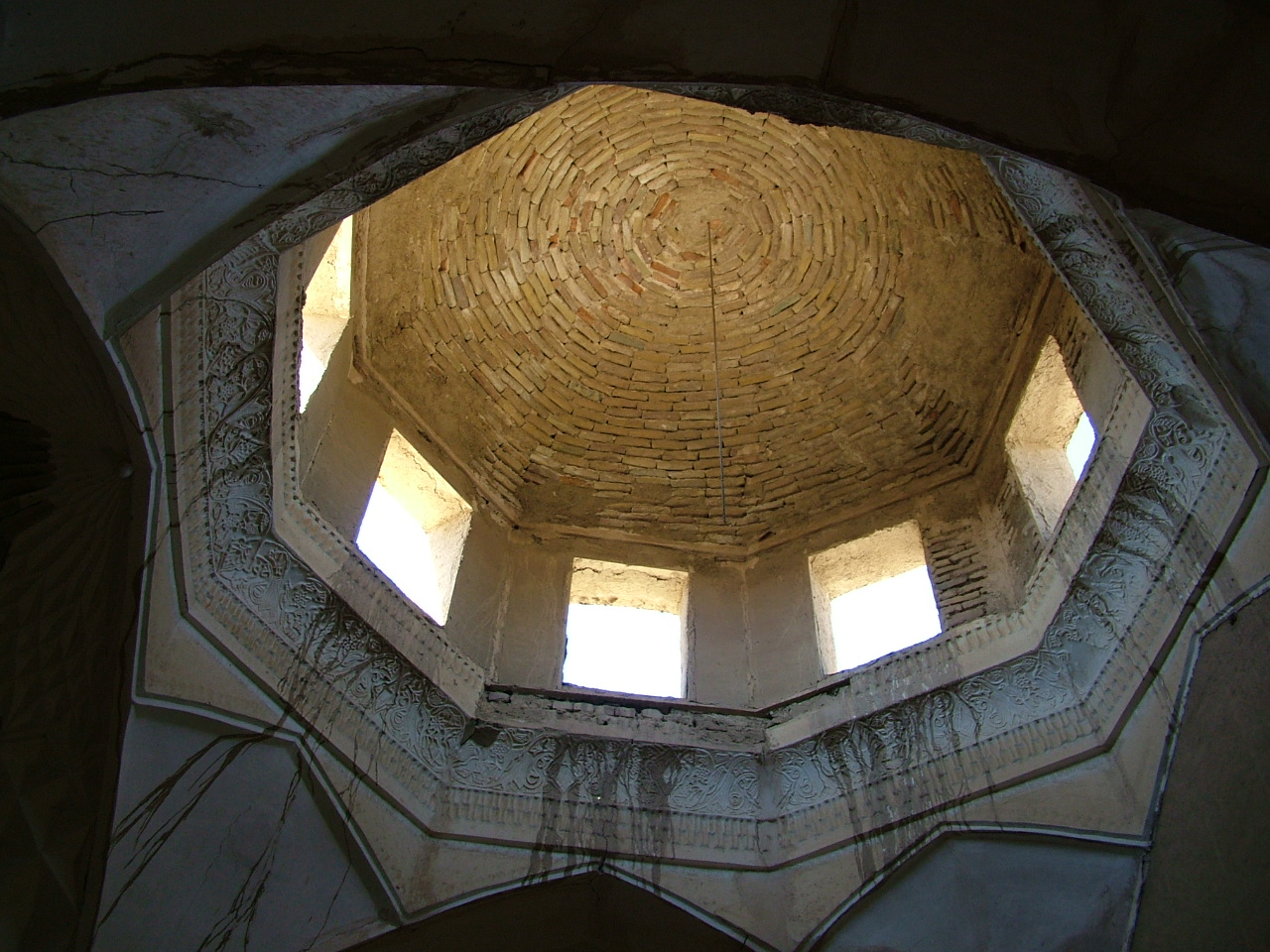
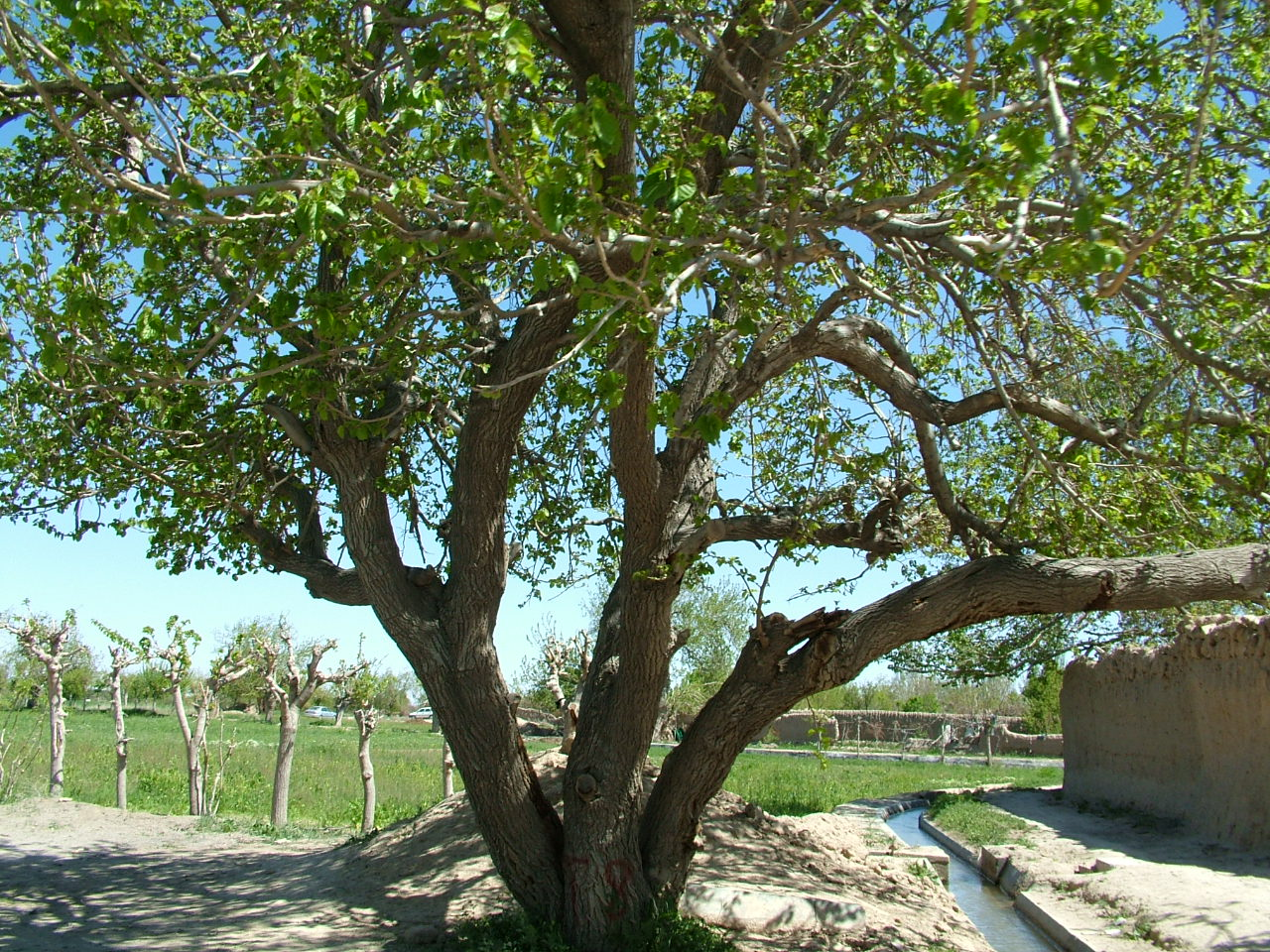
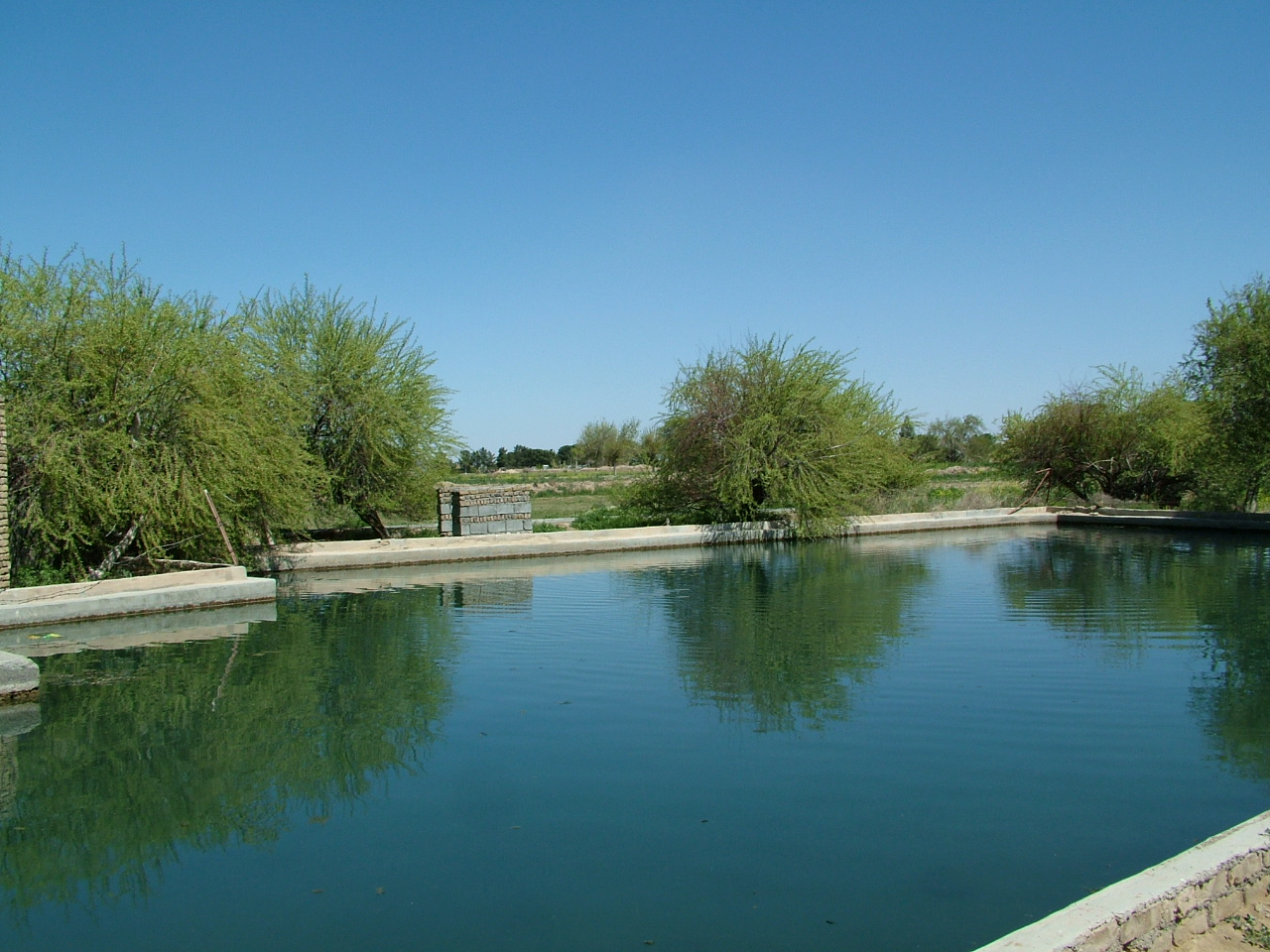
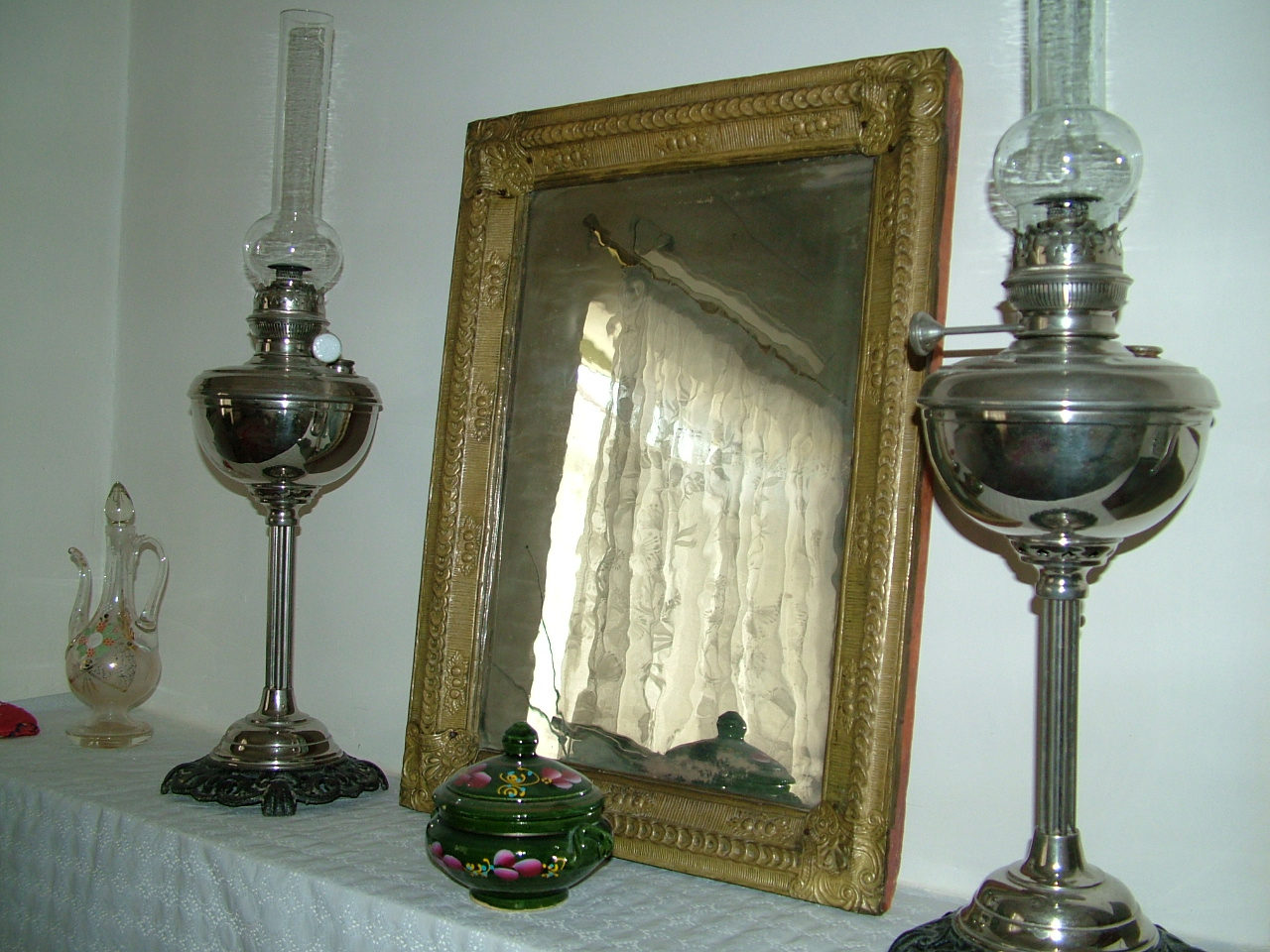